# Variobahn
Die Variobahn (auch Variotram) ist ein Niederflur-Straßenbahn-Fahrzeugtyp in Multigelenkbauweise mit schwebenden Mittelteilen. Zunächst durch ABB Henschel bzw. Adtranz gebaut, wechselte der Hersteller aufgrund von Fusionen und Lizenzübergaben zunächst zu Bombardier und schlussendlich zu Stadler Rail.
Ein Prototyp wurde 1993 gebaut, die ersten Serienfahrzeuge folgten ab 1998 für die Straßenbahn Chemnitz. Durch die Modularisierung konnte die Variobahn in verschiedenen Ausführungen angeboten werden: In unterschiedlichen Längen, Wagenbreiten und Spurweiten, als Ein- oder Zweirichtungsfahrzeug sowie auch in Versionen mit Ausrüstung nach EBO/ESBO für den Einsatz auf Eisenbahnstrecken.
Die Variobahn ist bei mehreren deutschen Straßen- und Stadtbahnbetrieben im Einsatz, auch unter Eisenbahnbetriebsordnung wie im Chemnitzer Modell und bei der Rhein-Neckar-Verkehr. Darüber hinaus wurden Fahrzeuge nach Sydney, Helsinki, Graz, Skandinavien (Bergen, Aarhus, Odense) und London geliefert.
Aufgrund der langen Bauzeit sowie der Herstellerwechsel unterscheiden sich die Fahrzeuge technisch als auch optisch deutlich voneinander. Technisch sind die Variobahnen für den Einsatz von getriebelosem Antrieb mittels wassergekühlter Radnaben-Asynchronmotoren bekannt.

## Entwicklung
Die ursprüngliche Entwicklung geht auf ABB Henschel zurück, die 1996 in Adtranz aufging, welche wiederum 2001 mit Bombardier Transportation fusionierte. Stadler Pankow übernahm im Rahmen dieser Fusion nicht nur das moderne Montagewerk in Berlin-Wilhelmsruh (im Stadtbezirk Pankow), sondern erhielt dazu die Lizenz zum Vertrieb und Bau der Variobahn.

### ABB Henschel/Adtranz

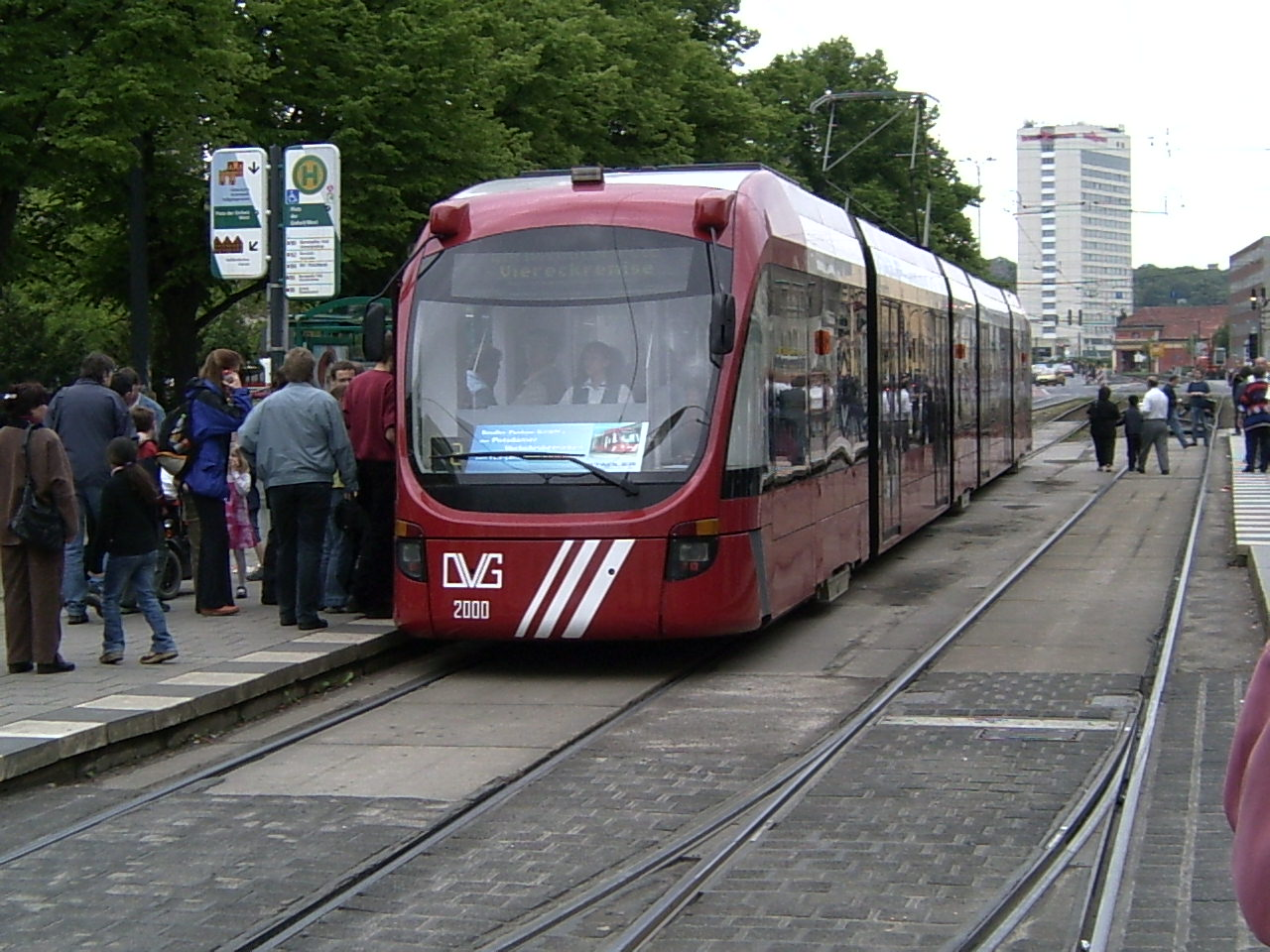
Prototyp der Variobahn für Duisburg.

ABB Henschel entwickelte den Prototyp der Variobahn für Chemnitz, der dort ab 1993 getestet wurde. Die Serienfahrzeuge folgten in den Jahren 1998 bis 2001.
Im Design sehr ähnlich gehaltene Fahrzeuge wurden an die Oberrheinische Eisenbahn-Gesellschaft und nach Sydney geliefert. Ein einzelner Prototyp ging nach Duisburg, der dort jedoch nur für kurze Zeit im Linieneinsatz war. Eine Serie von 40 Fahrzeugen, die in Kooperation mit dem finnischen Hersteller Transtech gebaut wurde, erhielt Helsinki.

### Bombardier
Nach der Übernahme von Adtranz durch Bombardier wurde aus kartellrechtlichen Gründen das Produkt Variobahn abgegeben. Die Lizenz für den Vertrieb und den Bau erhielt die Stadler Pankow GmbH. Die Variobahn durfte von Bombardier nicht mehr aktiv vermarktet werden. Bei allen nach 2001 erfolgten Lieferungen von Bombardier handelt es sich um Optionseinlösungen, die im Rahmen von Bestellungen bei der damaligen Adtranz vereinbart worden waren.

### Stadler Rail

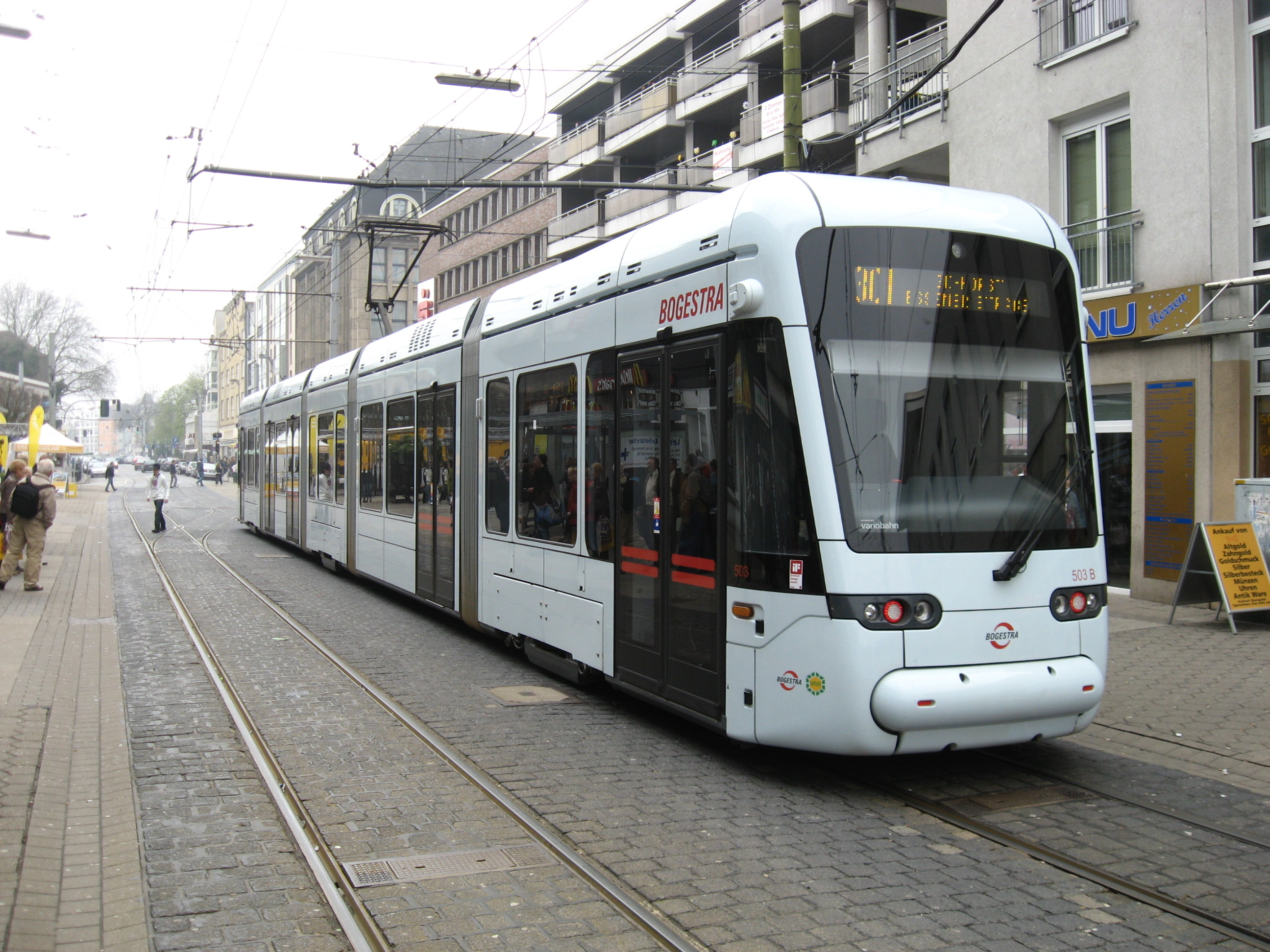
Variobahn nach Übernahme durch Stadler, hier für die Bogestra. Deutlich zu erkennen das schlankere Kopfdesign.

Im Jahr 2000 sollte das moderne Montagewerk in Pankow nach nur vier Jahren Betriebszeit geschlossen werden. Um den Standort und das vorhandene Know-how zu erhalten, wurde ein Joint Venture zwischen Adtranz und Stadler gegründet, welches im Rahmen der Übernahme von Adtranz durch Bombardier 2001 wieder aufgelöst wurde. Stadler Rail übernahm das Werk zu 100 %. Mit dieser Übernahme wurden einige Lizenzvereinbarungen getroffen. Diese betrafen auch die Variobahn.

Ab 2001 wurde die Variobahn von der Stadler Pankow GmbH konstruiert, weiterentwickelt und gebaut. Die Vermarktung des Straßenbahn-Fahrzeugtyps liegt seither ebenfalls allein bei Stadler. Es wurde auch ein neues Design entwickelt, wofür Stadler 2006 mit dem Auftrag für die Bogestra den Design Award erhielt. Variobahn-Fahrzeuge wurden unter Stadler zunächst in Deutschland nach Bochum, Nürnberg und München verkauft. Später folgten Graz, Mainz und Potsdam sowie Exporte nach London, Bergen und nach Dänemark (Aarhus und Odense).

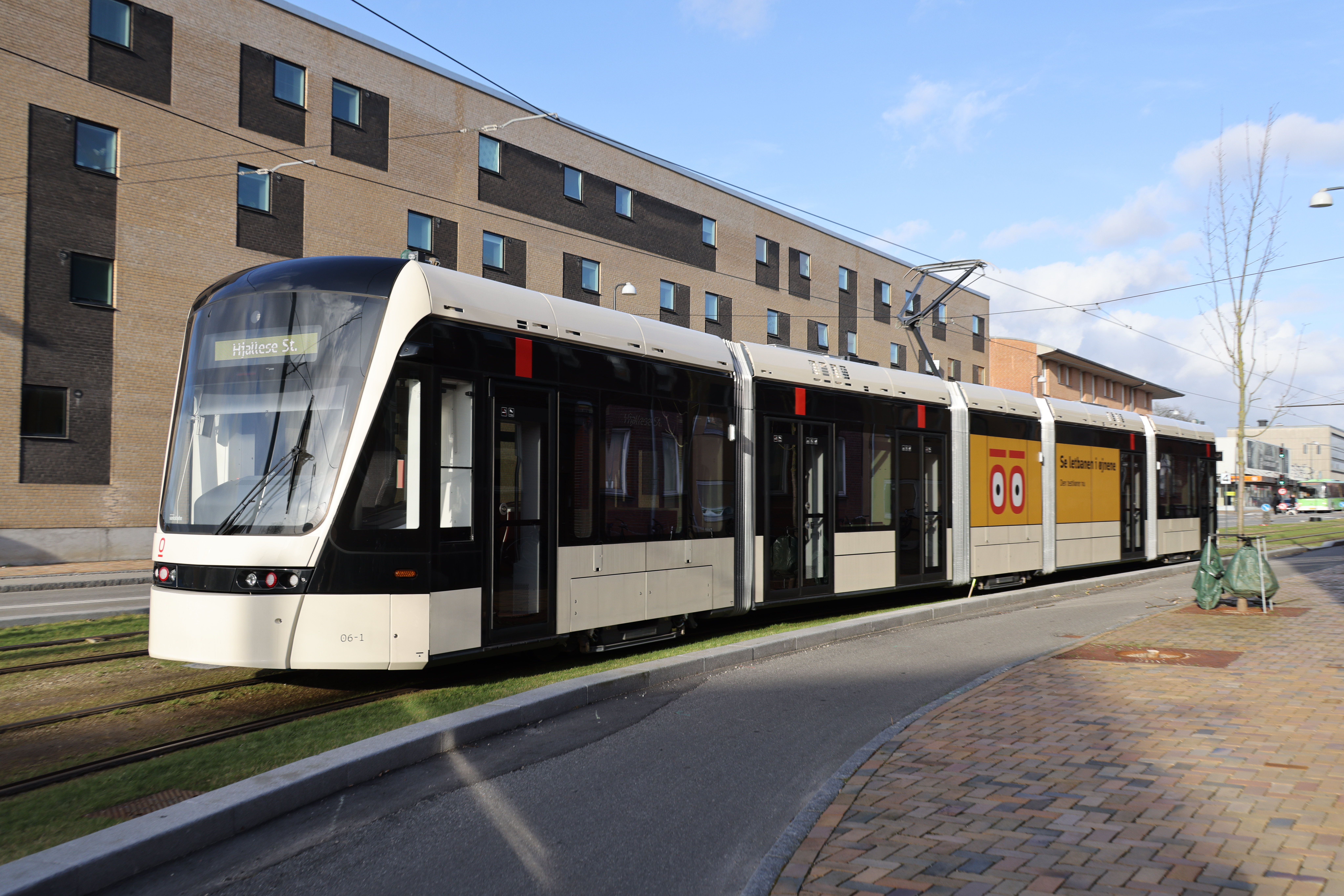
Die letzte Serie von Variobahn-Fahrzeugen wurden nach Odense, Dänemark, geliefert.

Die Variobahn wurde nach der letzten Neubestellung aus Odense 2020 im Stadler-Produktportfolio durch den Tramlink, welcher durch die Übernahme von Vossloh España zu einem Stadler-Produkt wurde, sowie durch die Stadler-Neuentwicklung Tina abgelöst.

## Einsatzgebiete Adtranz/Bombardier Variotram/Variobahn

### Chemnitz

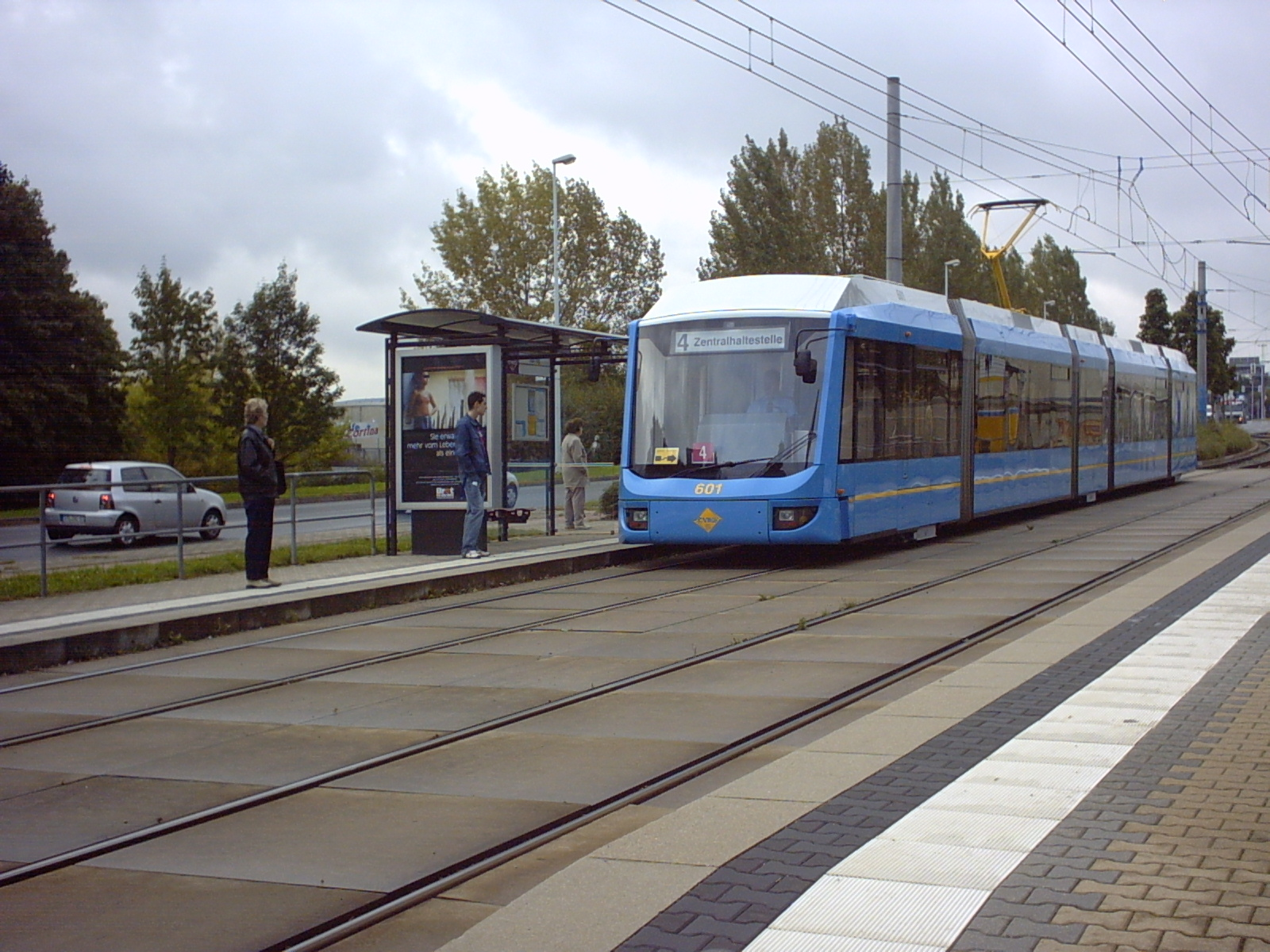
Variobahn-Prototyp 601 in Chemnitz (2005)

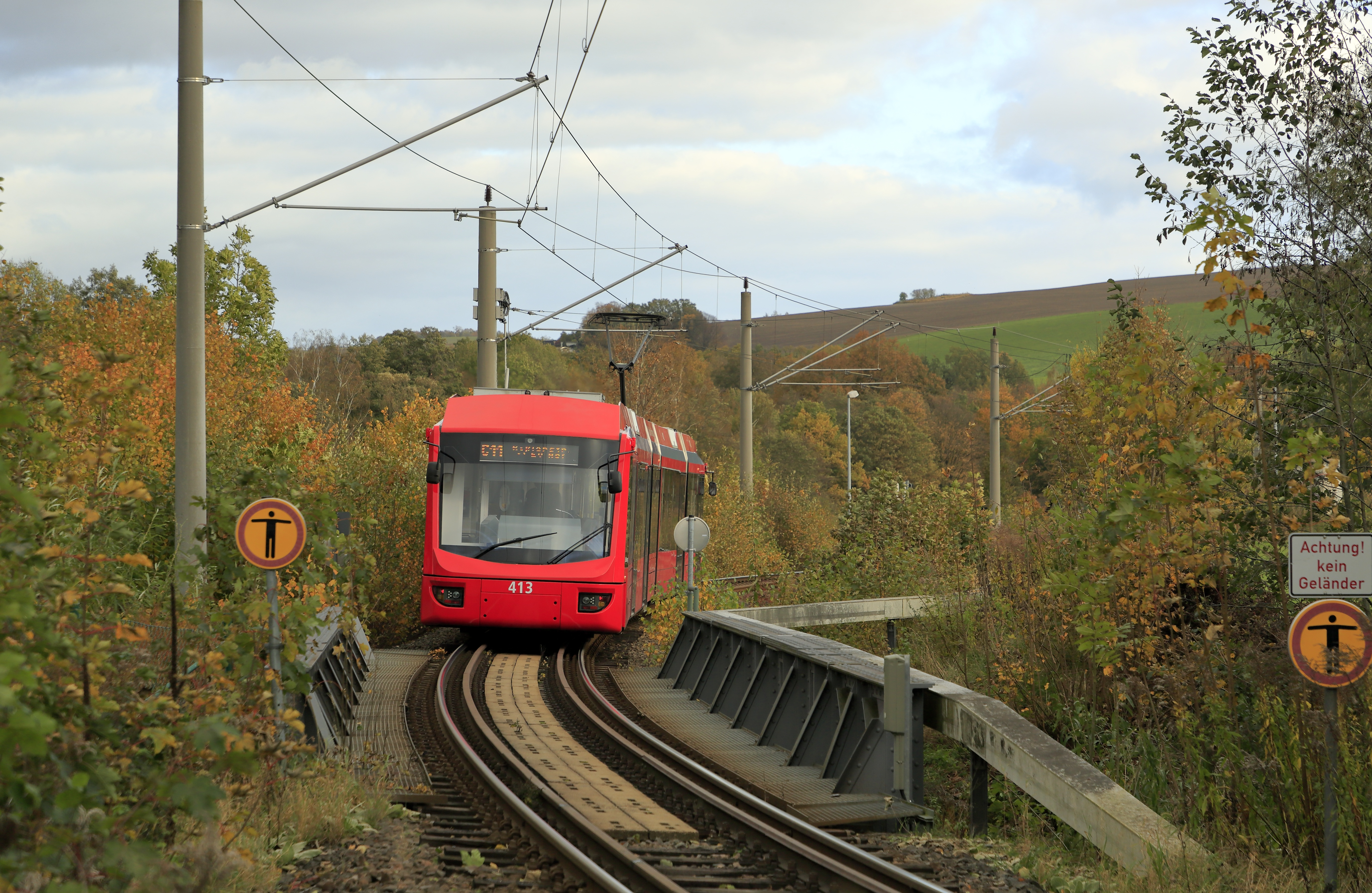
Variobahn 413 im EBO-Betrieb (2021)

In Chemnitz kommen Variobahnen im Straßenbahnnetz Chemnitz sowohl als herkömmliche Straßenbahn als auch als Regionalstadtbahn im Rahmen des Chemnitzer Modells zum Einsatz.
Das erste Fahrzeug der Variobahn wurde 1993 als Prototyp gebaut und in Chemnitz als Wagennummer 601 eingesetzt. Neben dem Prototyp betreibt die Chemnitzer Verkehrsgesellschaft noch 13 weitere Ein- (Typ 6NGT-LDE, Betriebsnr. 601–614) sowie zehn Zweirichtungswagen (Typ 6NGT-LDZ, Nr. 901–910).
Die City-Bahn Chemnitz besitzt sechs Wagen vom Typ NGT6-LDZ (Nr. 411–416), die bei der CVAG unterhalten werden. Die Wagen der City-Bahn sind mit Kompromissradreifen für den Betrieb auf Straßenbahn- und Eisenbahnoberbau, Zugbeeinflussung (PZB I60R), Zugfunk und einem Signalhorn ausgestattet, da sie auch unter der EBO verkehren. Außerdem erreichen sie mit 80 km/h eine im Vergleich zu den normalen Stadtbahnwagen um 10 km/h höhere Geschwindigkeit.

### Rhein-Neckar

#### V6
Die ersten Variobahnen in der Region Rhein-Neckar beschaffte die damals noch eigenständige Oberrheinische Eisenbahn-Gesellschaft (OEG) ab 1996. Sie erhielt ab 12. April 1996 sechs fünfteilige Zweirichtungsfahrzeuge vom Typ 6MGT-LDZ für den Verkehr im Städtedreieck Mannheim/Heidelberg/Weinheim mit den Wagennummern 117 bis 122, betriebliche Bezeichnung V6. Sie sind im Außendesign den Chemnitzer Fahrzeugen sehr ähnlich, unterscheiden sich von diesen jedoch durch die Spurweite (1000 mm), die geringere Fahrzeugbreite (2,5 m) und die durchgehenden Achsen in den angetriebenen Fahrgestellen. Dafür musste der Wagenboden in den Endteilen angehoben werden, sodass etwa 70 % des Wagenbodens niederflurig sind. Der planmäßige Betrieb begann am 4. November 1996 auf Schülerzügen, ab 13. Januar 1997 wurden sie auch auf den regulären Rundzügen eingesetzt.
Nach einem Zwischenfall, bei dem eine Postbotin aufgrund eines Türdefektes aus einem fahrenden Zug fiel, wurden die Fahrzeuge einige Wochen vorübergehend abgestellt. Nach Anpassungsarbeiten der Türmechanik wurden sie wieder in Betrieb genommen.
Seit 2005 ist die OEG Teil der Rhein-Neckar-Verkehr (RNV), bis 2017 wurden alle sechs Wagen in das RNV-Farbkonzept orange/blau/weiß umlackiert. Die Fahrzeuge vom Typ V6 kamen zuletzt auf den RNV-Linien 5, 5A und 15 sowie auf den Streckenabschnitten zwischen Mannheim Hauptbahnhof und MA-Neuhermsheim/MA-Neuostheim zum Einsatz. Die sechs Wagen stellten innerhalb der RNV die kleinste Fahrzeugserie dar.
Ab 2024 wurden sie durch Neufahrzeuge des Typs Rhein-Neckar-Tram 2020 ersetzt und ausgemustert. Der planmäßige Einsatz endete im Februar 2025. Im Rahmen des 125-jährigen Jubiläums der elektrischen Straßenbahn in Mannheim erfolgte am 29. Juni 2025 die öffentliche Verabschiedung des Fahrzeugtyps.

#### Rhein-Neckar-Variobahn
1998 unternahmen die damals noch selbständigen Verkehrsbetriebe von Mannheim (MVV Verkehr AG), Ludwigshafen (VBL), Oberrheinische Eisenbahn-Gesellschaft (OEG) und Heidelberg (HSB) den Vorstoß zur Beschaffung eines gemeinsamen Fahrzeugtyps. Die gemeinsam bestellten Wagen tragen den Namen Rhein-Neckar-Variobahn, das Außendesign wurde neu entworfen. Sie gliedern sich in vier Varianten durch unterschiedliche Wagenlängen (fünfteilig oder siebenteilig) und die Ausführung als Ein- und Zweirichtungswagen.
Die HSB erhielt ab 2003 acht siebenteilige, knapp 40 m lange Zweirichtungswagen (betriebliche Bezeichnung RNV8ZR, Wagennummern 273–280), die MVV Verkehr AG zehn siebenteilige Einrichtungsfahrzeuge von etwa 42 m Länge (RNV8ER, Wagennummern 701–710), die Verkehrsbetriebe Ludwigshafen am Rhein GmbH acht fünfteilige Einrichtungsfahrzeuge von etwa 30,5 m Länge (RNV6ER, Wagennummern 215–222), die OEG zehn fünfteilige, 30,5 m lange Zweirichtungswagen (RNV6ZR, Wagennummern 123–132).
Drei weitere RNV8ER (Nr. 711–713) sowie drei RNV6ZR (Nr. 761–763) für die MVV entstammen der ersten Optionslieferung und wurden im Mai 2007 in Betrieb genommen, ebenso zehn weitere RNV6ZR (Wagennummern 133–142) für die OEG.
Ab Dezember 2009 wurden in Heidelberg weitere acht bereits von der RNV beschaffte Variobahnen aus der zweiten Optionslieferung (RNV8ZR, Wagennummern 3281–3288) in Betrieb genommen. Ebenfalls aus dieser Lieferung stammen drei RNV8ER (Nr. 5714–5716) für Mannheim und acht RNV6ZR (Wagennummern 4143–4150) für die OEG. Alle Fahrzeuge der zweiten Option sind mit dem Energiespeicher-System MITRAC Energy Saver ausgerüstet.

Als dritte und letzte Optionslieferung wurden zwischen Januar und Juli 2013 zwölf weitere RNV6ZR für die OEG geliefert, die ebenfalls mit Energiespeichern ausgestattet sind (Wagennummern 4151–4162).

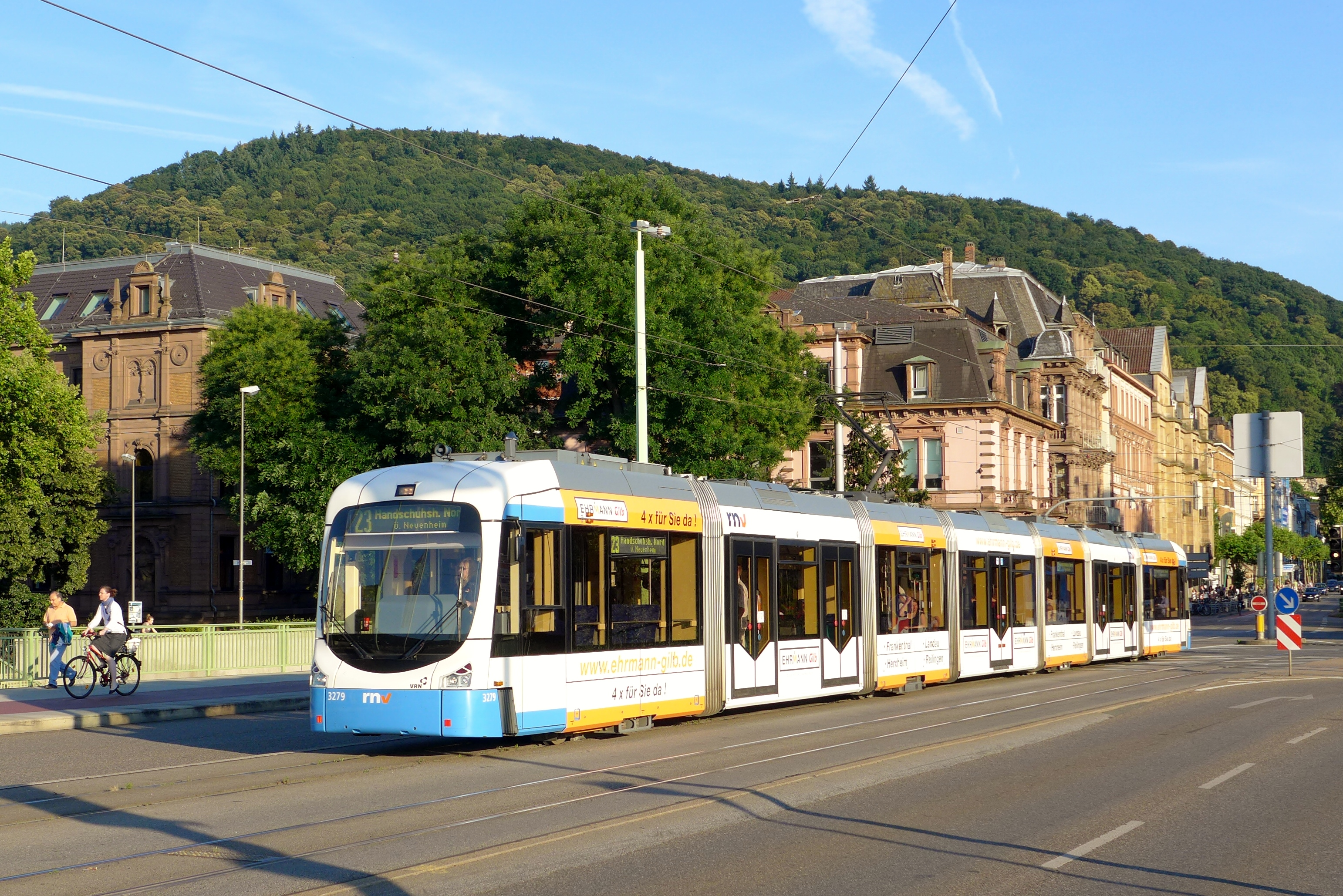
RNV8ZR in Farben der HSB
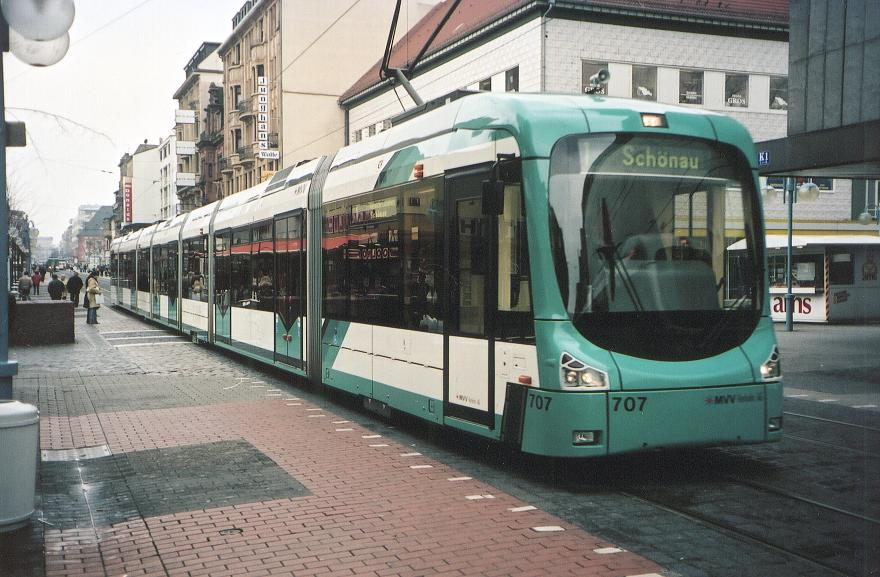
RNV8ER in Farben der MVV
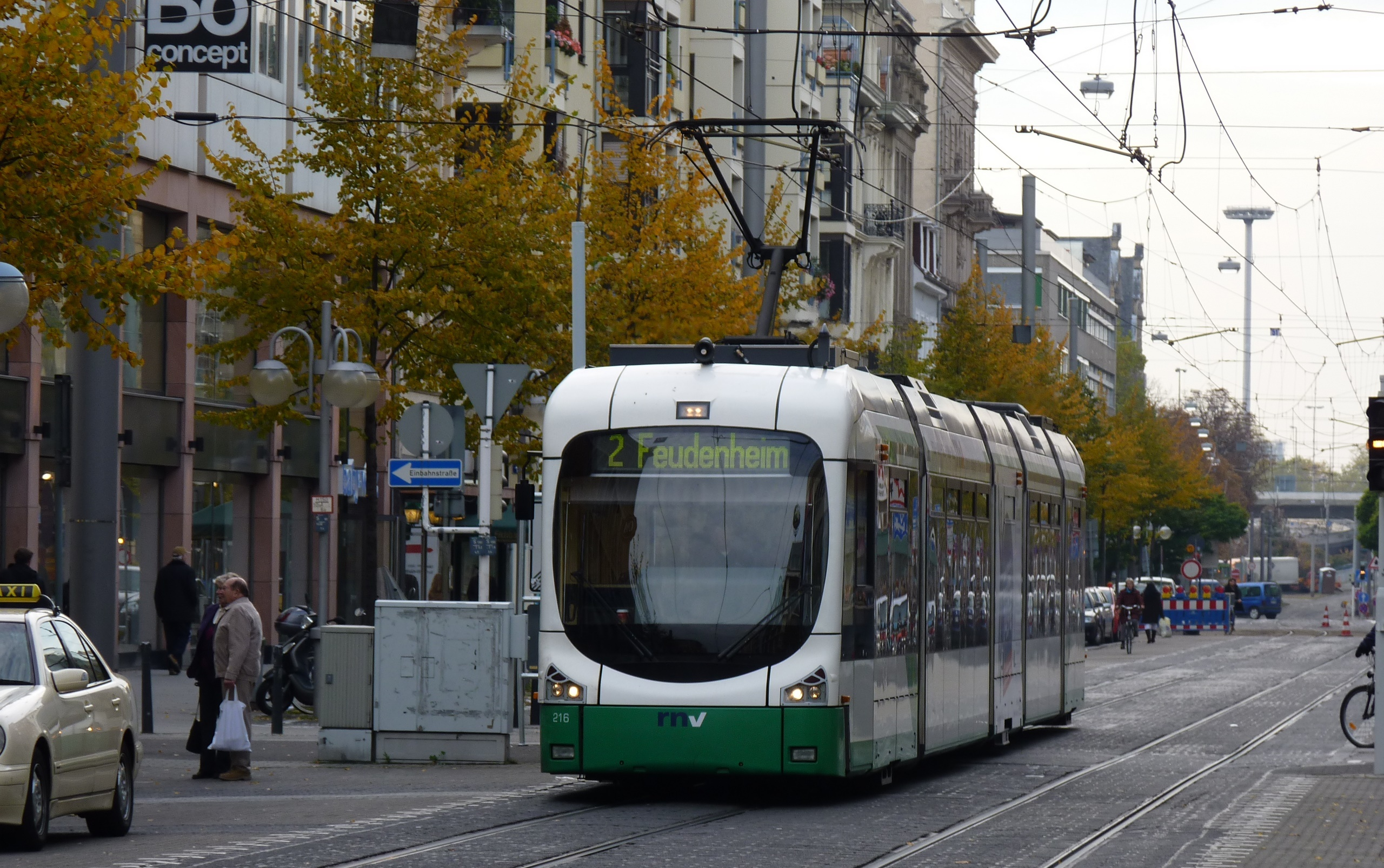
RNV6ER in Farben der VBL
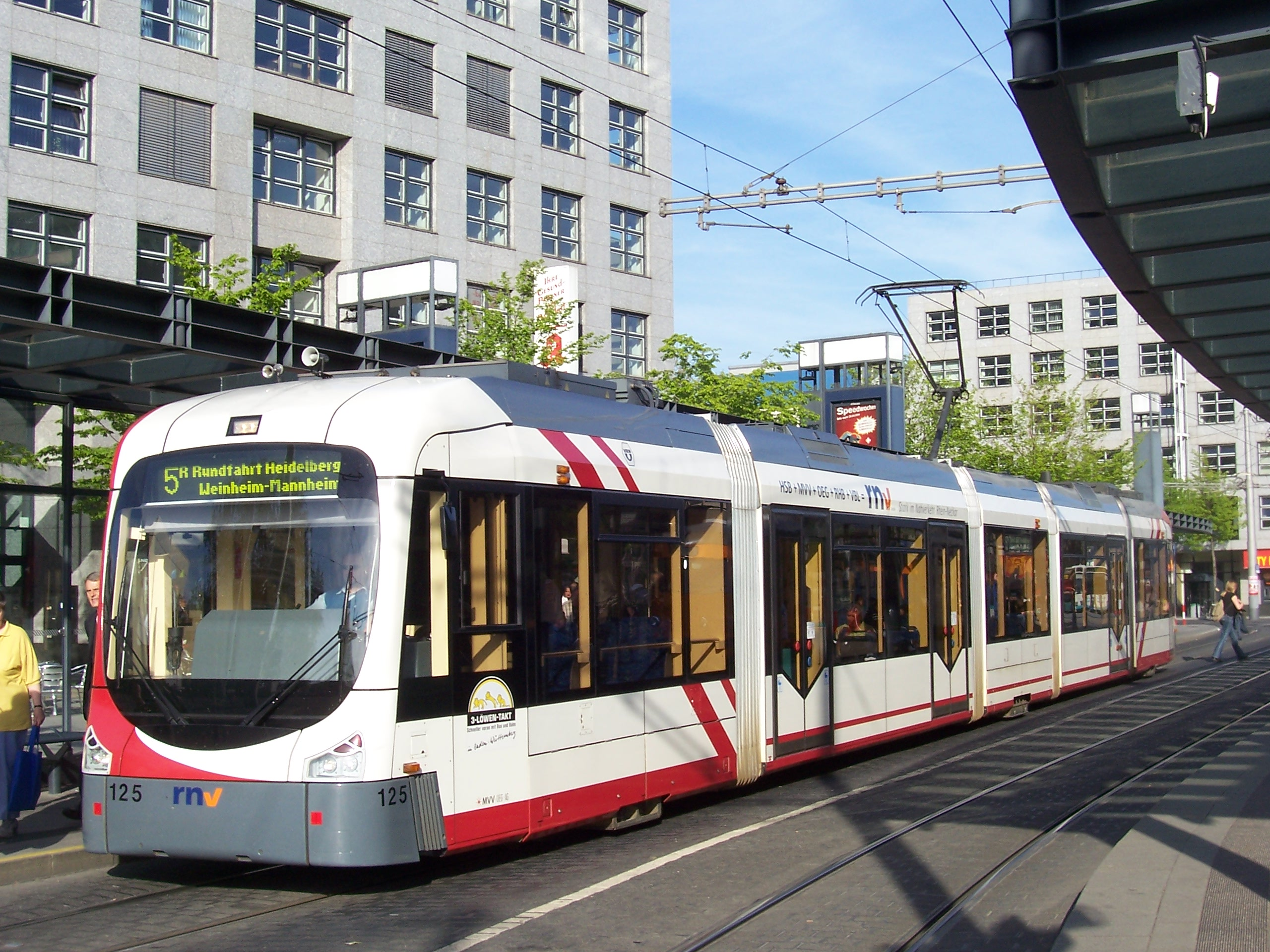
RNV6ZR in Farben der OEG
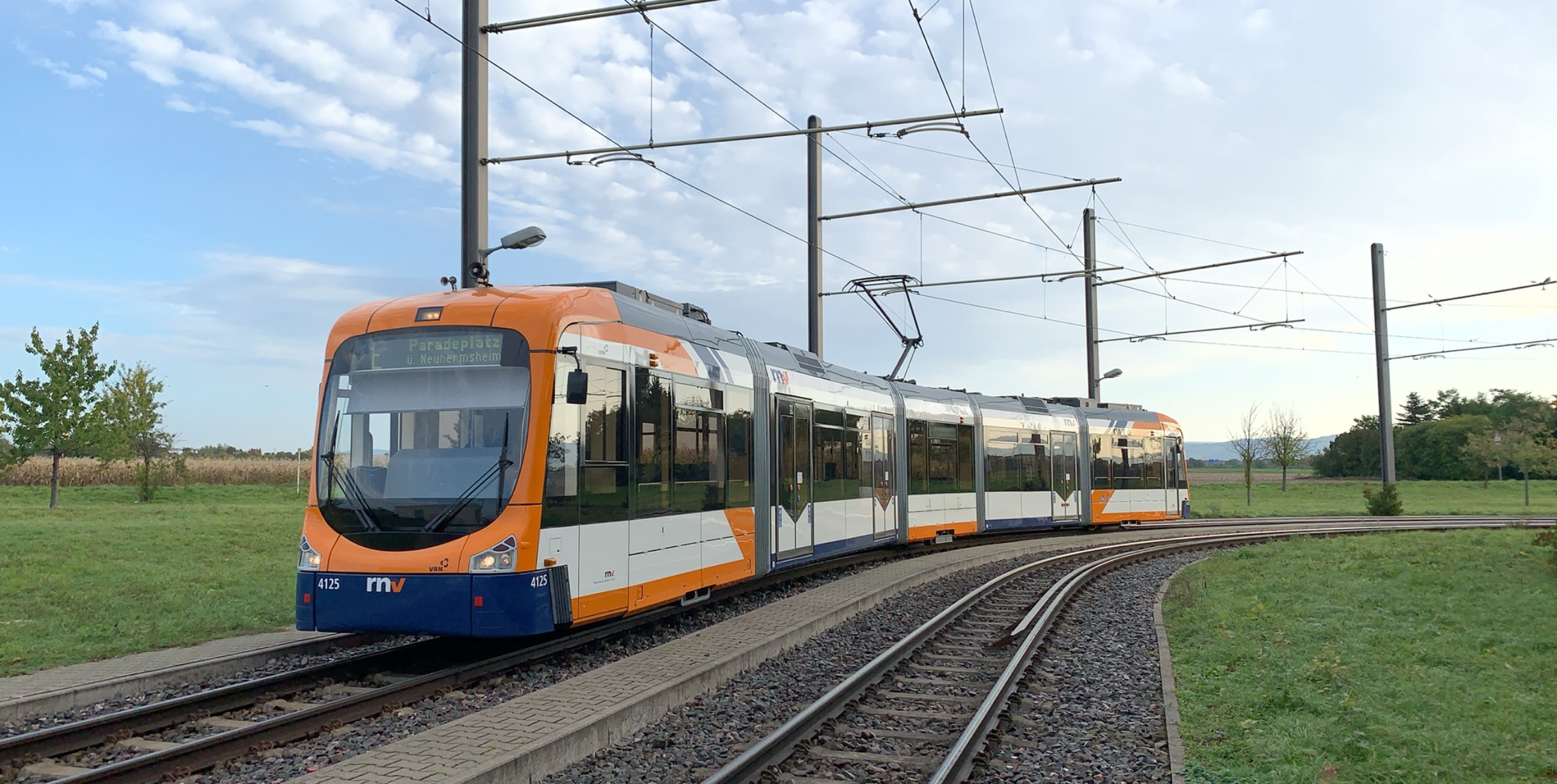
RNV6ZR (OEG) in RNV-Farben
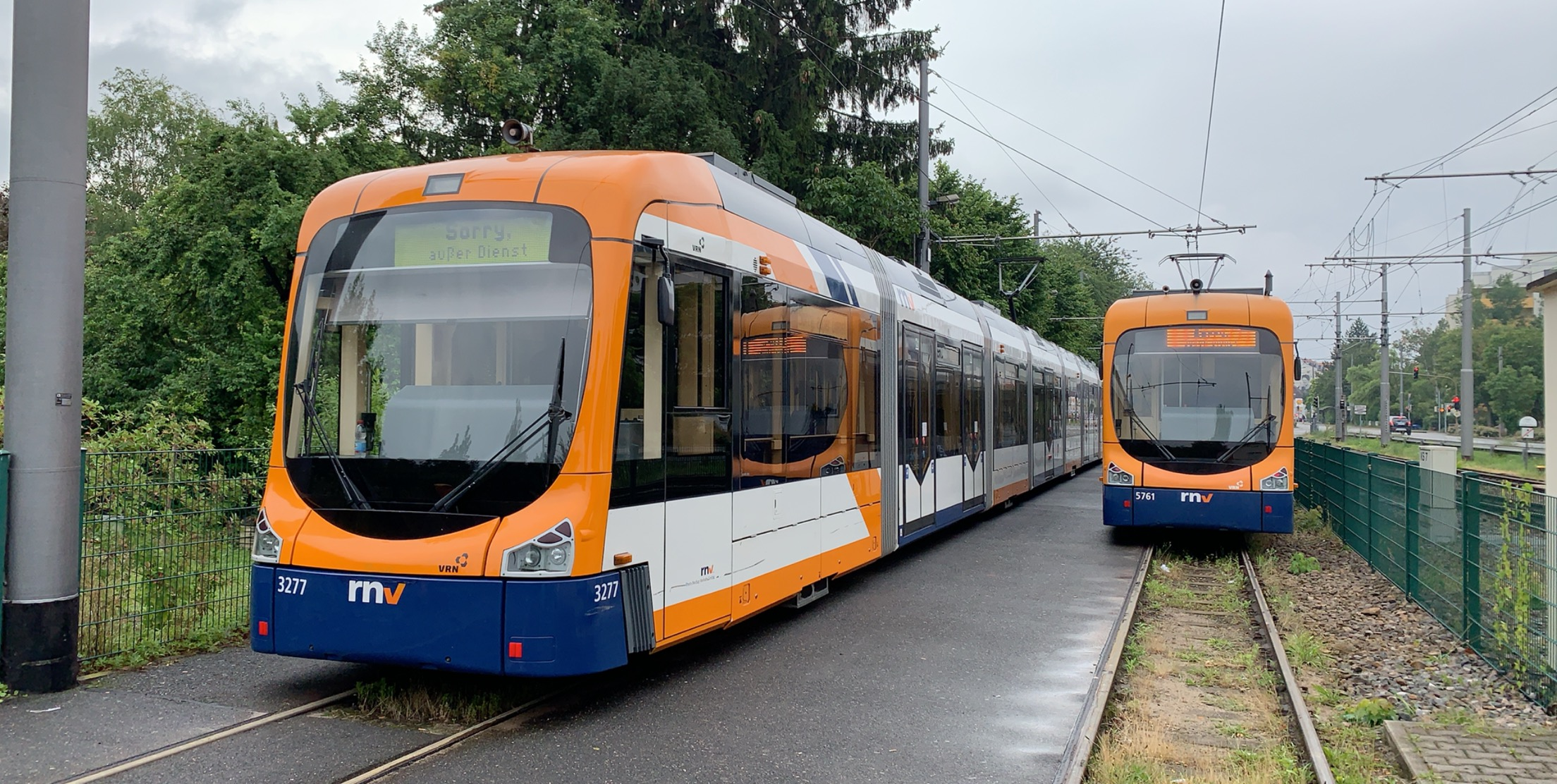
RNV8ZR aus der ersten Lieferserie (links) neben RNV6ZR aus der ersten Option.
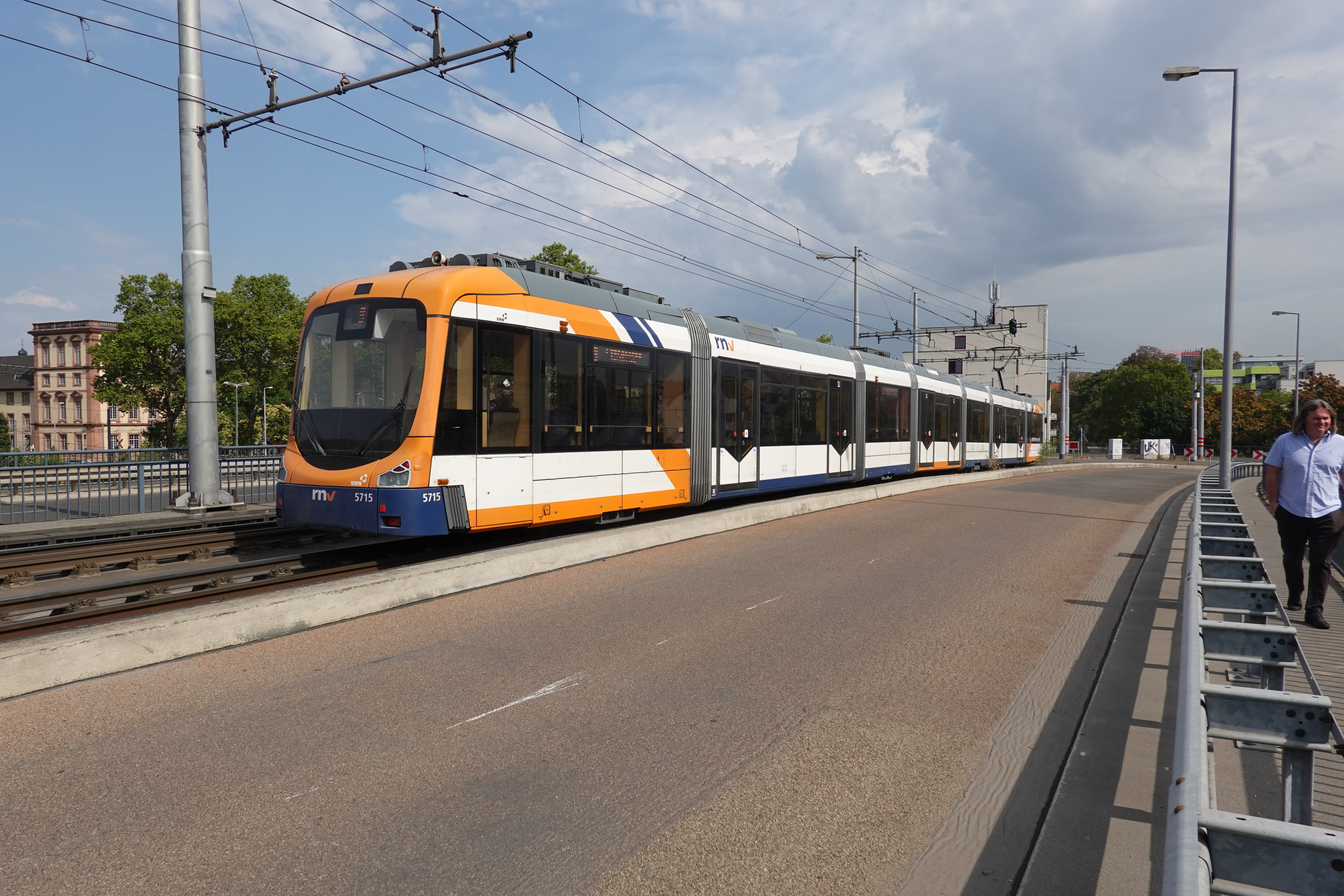
RNV8ER aus der zweiten Option.
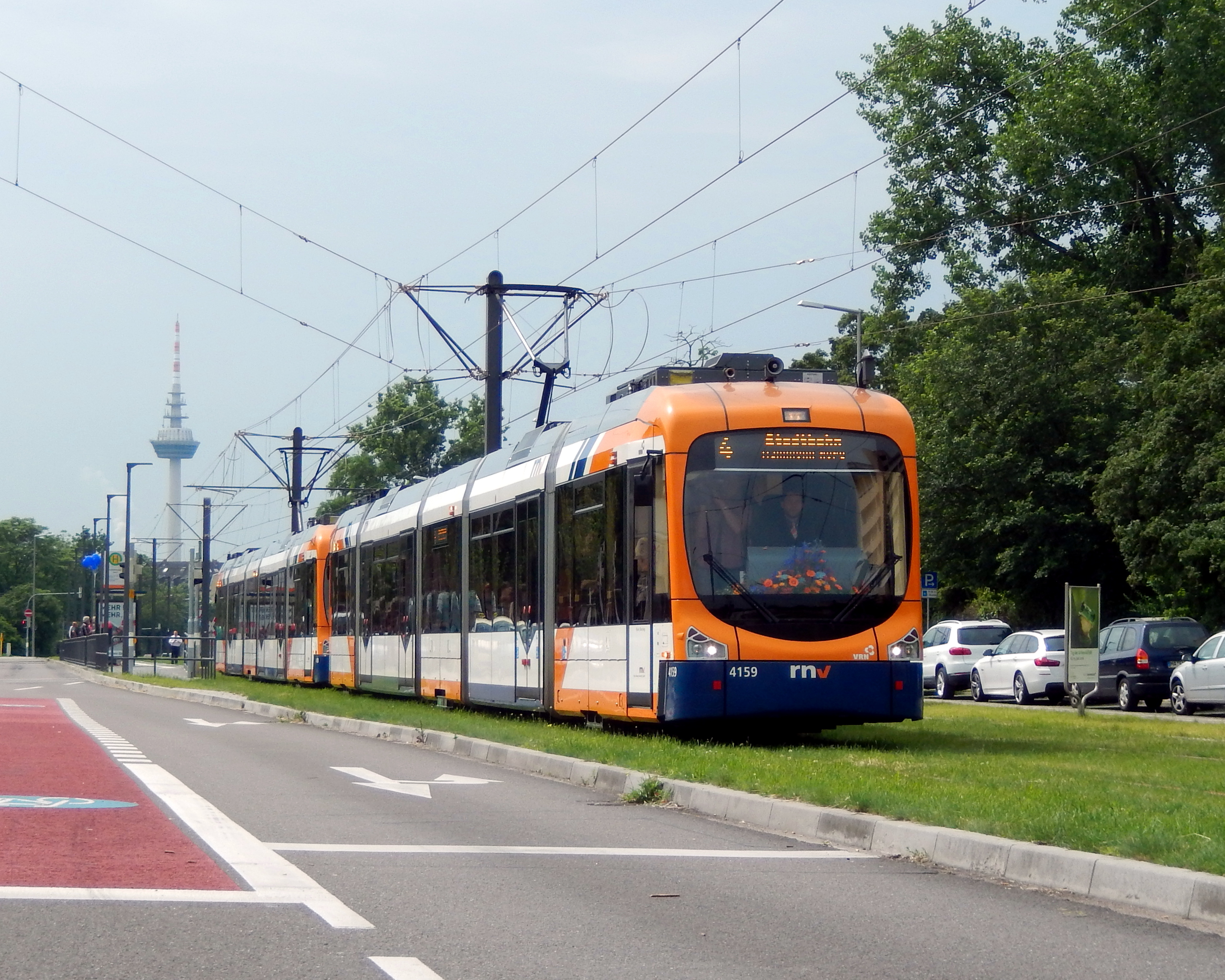
RNV6ZR aus der letzten Optionslieferung in Doppeltraktion.

### Sydney

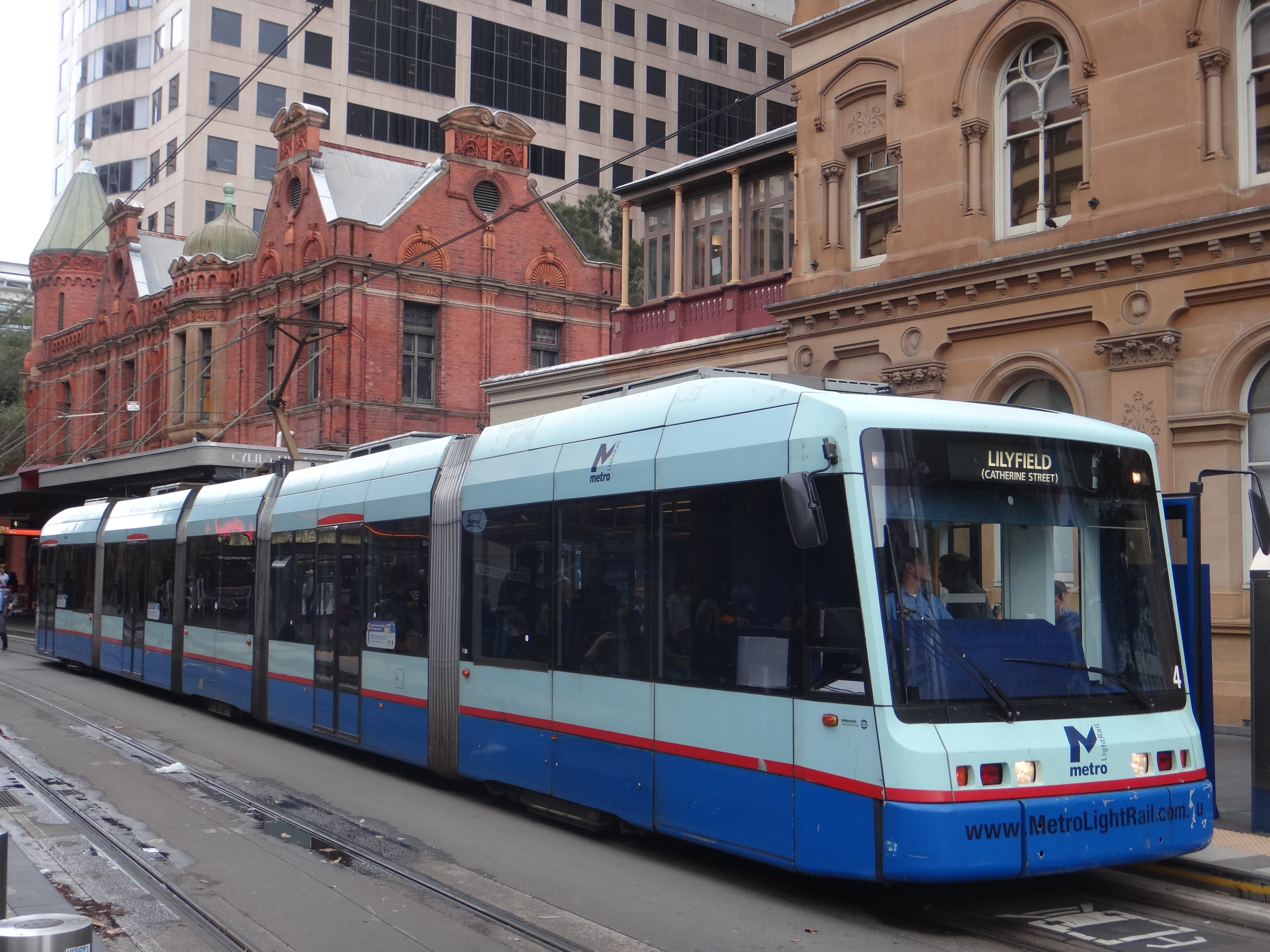
Variobahn 2104 in Ursprungslackierung der Stadtbahn Sydney (2013).

Von 1997 bis 2015 waren sieben Variobahnen (auch als Variotram bezeichnet) in Australien bei der Stadtbahn Sydney im Einsatz. Sie wurden für den Einsatz auf der neu gebauten Stadtbahn beschafft und im Adtranz-Werk in Dandenong, einem Stadtteil von Melbourne, montiert.
Der erste, 3,6 km lange Abschnitt der heutigen L1 Dulwich Hill Line vom Hauptbahnhof nach Wentworth Park wurde im August 1997 eröffnet und mit den Variobahnen bedient. Als im Jahr 2000 die Streckenlänge um weitere 3,6 km nach Lilyfield verdoppelt wurde, reichte der Fahrzeugpark noch knapp aus. Für eine geplante weitere Verlängerung wurden im August 2012 sechs Neufahrzeuge ausgeschrieben. Die Ausschreibung hatte der spanische Hersteller CAF mit Fahrzeugen vom Typ Urbos 3 gewonnen. Als die Verlängerung um 5,6 km nach Dulwich Hill im März 2014 in Betrieb ging, wurden zunächst vier Fahrzeuge vom Typ Urbos 2 angemietet, um das zusätzliche Verkehrsaufkommen zu bewältigen. Ursprünglich war beabsichtigt, die Variobahnen einer Grundüberholung zu unterziehen und gemeinsam mit den neu gelieferten Urbos 3 auf dieser Linie einzusetzen. Stattdessen wurde die Bestellung bei CAF im Oktober 2013 um weitere sechs Fahrzeuge aufgestockt, sodass ab 2015 mit insgesamt 12 neuen Urbos ein typenreiner Fahrzeugpark zur Verfügung stand und auf die Variobahnen und die Mietfahrzeuge verzichtet werden konnte. Nachdem er bei einer Entgleisung stark beschädigt worden war, hatte man den Wagen 2106 schon 2013 verschrottet. Die letzten Variobahnen wurden im Mai 2015 abgestellt und anschließend zum Verkauf ausgeschrieben. Nachdem sich kein anderer Käufer gefunden hatte, wurden fünf Wagen Anfang 2018 verschrottet. Als letzte australische Variobahn bleibt Wagen 2107 in der Sammlung des Straßenbahnmuseums Sydney als Museumsfahrzeug erhalten.

### Helsinki

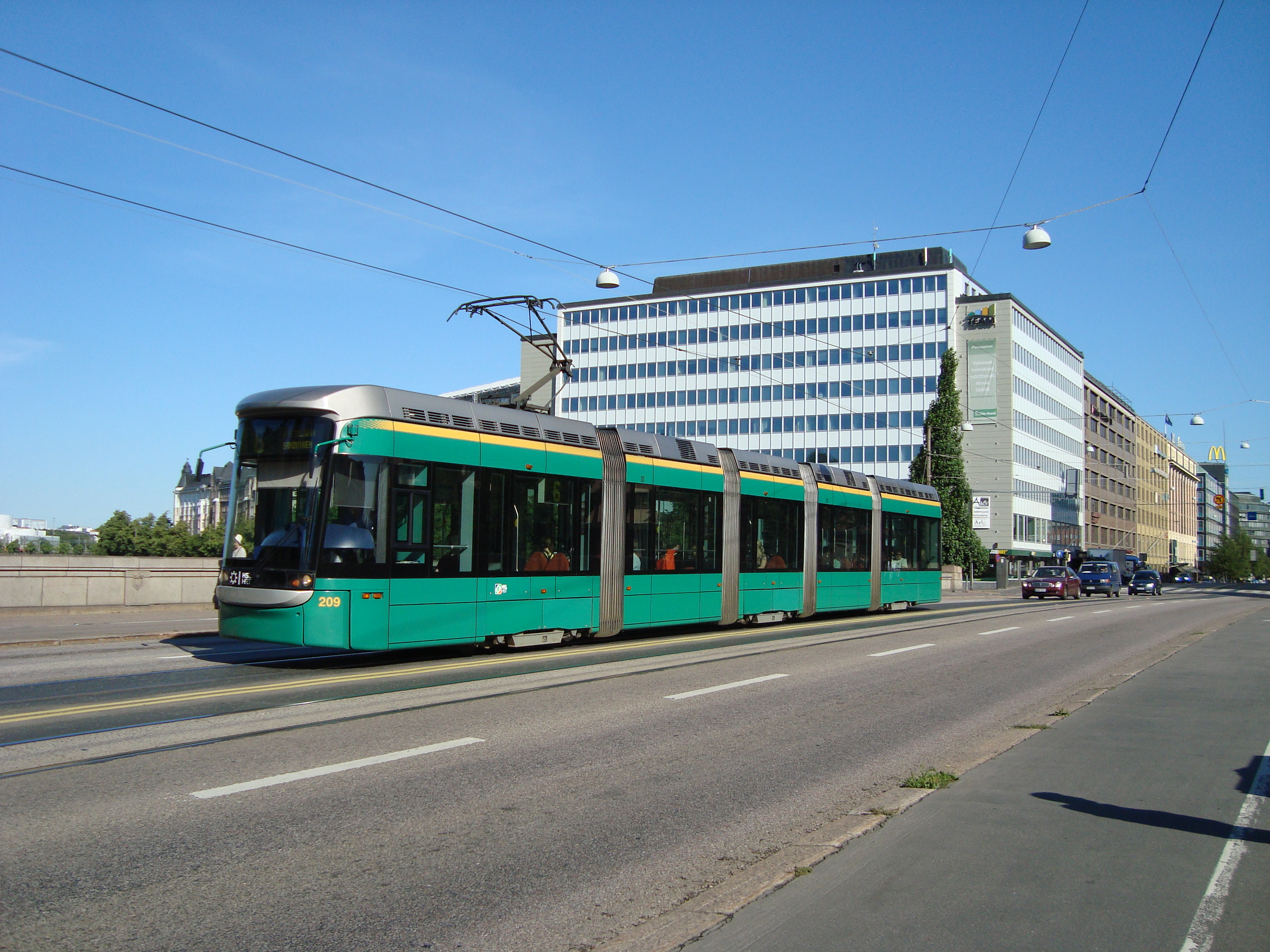
Variobahn in Helsinki (2011)

Zwischen 1998 und 2003 wurden in zwei Serien insgesamt 40 Variobahnen ans Straßenbahnnetz der finnischen Hauptstadt Helsinki geliefert (Wagennummern 201 bis 240). Lieferant war Adtranz bzw. ab 2001 Bombardier, die Wagen wurden im Werk des finnischen Herstellers Transtech in Otanmäki montiert. Die Fahrzeuge sind als Einrichtungswagen ausgebildet, 2,3 m breit und mit einer Länge von 24,4 m die kürzesten Variobahnen überhaupt. Die durchgehend niederflurigen Fahrzeuge sind auf allen sechs Radpaaren mit Radnabenmotoren angetrieben. Sie verfügen über 45 feste Sitzplätze, 10 Klappsitze und 80 Stehplätze (bei 5 Personen/m²).
Die Variobahnen für Helsinki wurden erstmals bei Straßenbahnwagen mit einer Fußbodenheizung ausgerüstet; die persönlichen Einstellungen für Fahrersitz und Außenspiegel werden auf einer Chipkarte gespeichert und stellen sich beim Personalwechsel automatisch ein. Das Außen- und Innendesign der Wagen wurde von dem finnischen Designer Hannu Kähönen und dessen Agentur Creadesign Oy gestaltet.
Schon nach kurzer Einsatzdauer stellte sich heraus, dass die Fahrzeuge den klimatischen Verhältnissen in Finnland nicht gewachsen waren. Wegen technischer Probleme mussten sie immer wieder aus dem Verkehr gezogen werden. Nach langen Verhandlungen mit Bombardier wurde im Jahr 2007 ein Wartungsvertrag abgeschlossen, ab diesem Zeitpunkt wurde die komplette regelmäßige Fahrzeugwartung durch Bombardier ausgeführt. Der geschlossene Vertrag lief bis zum 31. Dezember 2017 und sah außerdem vor, dass beim Unterschreiten einer Verfügbarkeitsquote von 35 Fahrzeugen für die Dauer von mindestens drei Monaten die komplette Serie an Bombardier zurückgegeben werden kann. Die betriebliche Verfügbarkeit der Variobahnen hatte sich durch diese Maßnahme deutlich erhöht, der Wartungsaufwand war aber weiterhin sehr hoch. Als Konsequenz daraus haben die HKL 52 ältere Hochflurfahrzeuge mit einem niederflurigen Mittelteil nachrüsten lassen, um die Fahrzeuge zu modernisieren und ihre Lebensdauer zu verlängern.
Die Erfahrungen mit den Variobahnen führten zur Beschaffung des Transtech Artic. Die Ausschreibung für die ersten 40 Fahrzeuge dieses Typs wurde sehr detailliert formuliert, um Fahrzeuge zu erhalten, die den betrieblichen und technischen Anforderungen möglichst gut entsprechen. Bei der Nachbestellung von 20 weiteren Artic im Dezember 2016 wurde erstmals bekanntgegeben, dass diese Bestellung unter anderem dazu dient, die Variobahnen abzulösen.
Ende August 2017 gaben die HKL bekannt, dass man mit Bombardier einen Vergleich geschlossen habe, in dem festgelegt wurde, dass der Kauf der Variobahnen nach dem Auslaufen des Wartungsvertrages zum Jahresbeginn 2018 rückabgewickelt würde. Es sei ausführlich diskutiert worden, ob die Fahrzeuge den anspruchsvollen Anforderungen in Helsinki überhaupt genügen könnten. Sicher sei, dass sie in anderen Städten Mitteleuropas noch ein langes und erfolgreiches Leben haben könnten. Schon einige Wochen zuvor waren die Wagen 234 und 237 nach Ludwigshafen gebracht worden, um zu prüfen, ob sie sich für einen vorübergehenden leihweisen Einsatz im Netz der Rhein-Neckar-Verkehr GmbH anpassen lassen. Der Einsatz kam nicht zustande und die beiden Bahnen wurden im Mai 2018 in das Bombardier-Werk Bautzen abtransportiert.
In Helsinki endete der Einsatz der Variobahnen 2018.

## Einsatzgebiete Stadler Variobahn

### Bochum/Gelsenkirchen

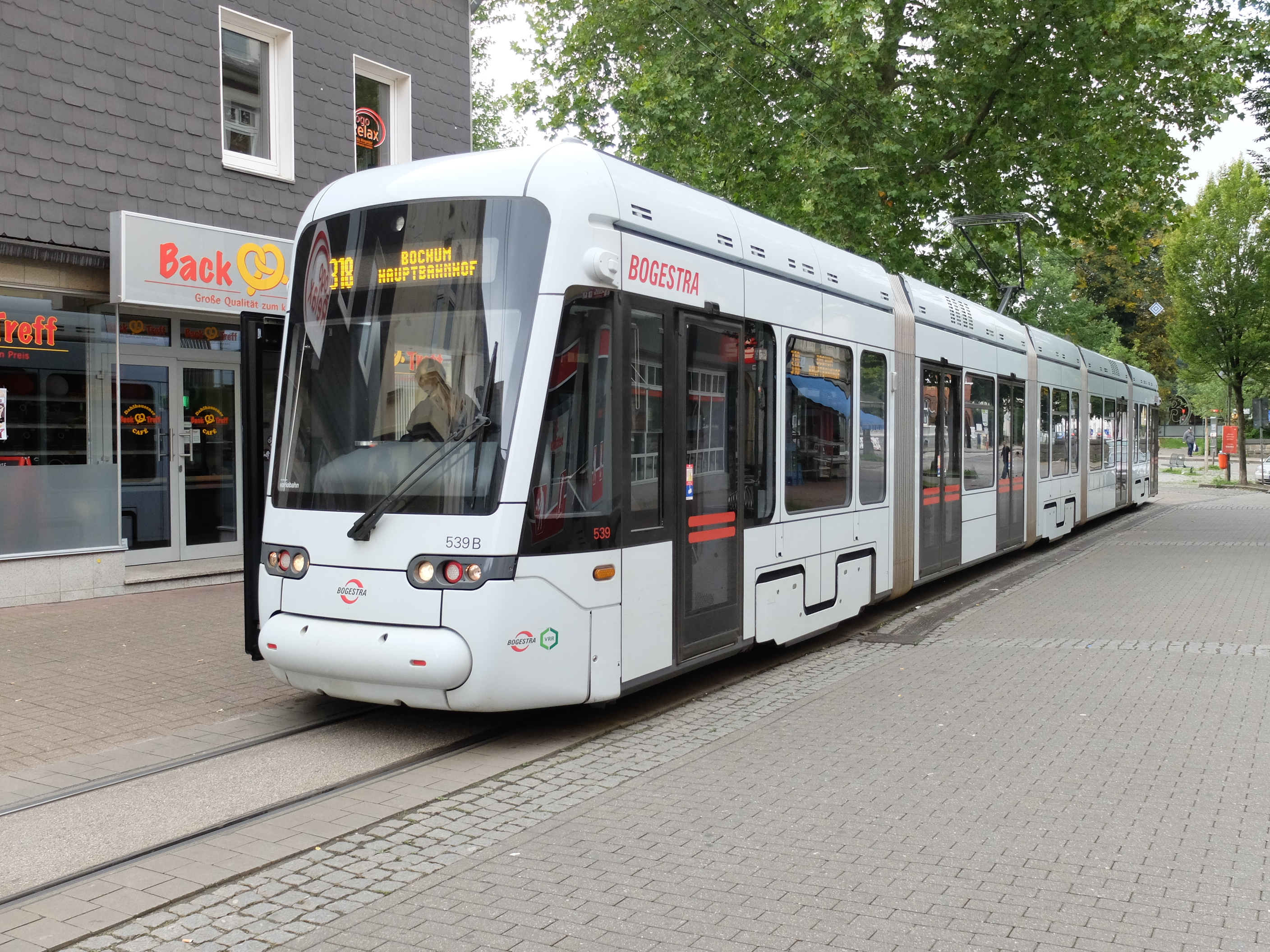
Variobahn 539 der Bogestra aus der zweiten Lieferserie in Dahlhausen Bahnhof (2015).

Nach Übernahme der Fahrzeugplattform durch Stadler kaufte als erster Kunde die Bochum-Gelsenkirchener Straßenbahnen AG (Bogestra) für die Straßenbahn Bochum/Gelsenkirchen 30 Fahrzeuge. Die Fahrzeuge weisen eine neue Außengestaltung auf, was deutlich an der geänderten Kopfform ersichtlich ist. Sie sind fünfteilige Zweirichtungsfahrzeuge mit 29,62 m Länge.
Die erste Einheit wurde am 5. März 2008 an die Betriebswerkstatt Engelsburg (Bochum) ausgeliefert; im Dezember 2011 folgte die letzte. Eine Option auf 15 weitere Fahrzeuge wurde eingelöst, deren Auslieferung 2013 begann.
Die Bogestra entschloss sich im März 2015, kurzfristig 42 Neufahrzeuge zur vorzeitigen Ersatzbeschaffung ihrer NF6D auszuschreiben, nachdem bei diesen wiederholt Probleme auftraten. Die Ausschreibung enthielt eine Option über acht zusätzliche Fahrzeuge. Im Juli 2015 wurde bekanntgegeben, dass als Ergebnis dieser Ausschreibung weitere Variobahnen von Stadler beschafft werden. Die ersten zwanzig Fahrzeuge wurden von 2016 bis Anfang 2020 ausgeliefert.
Insgesamt wurden durch die Bogestra 95 Variobahnen beschafft, welche bis Ende 2022 eingeliefert wurden.

### Nürnberg

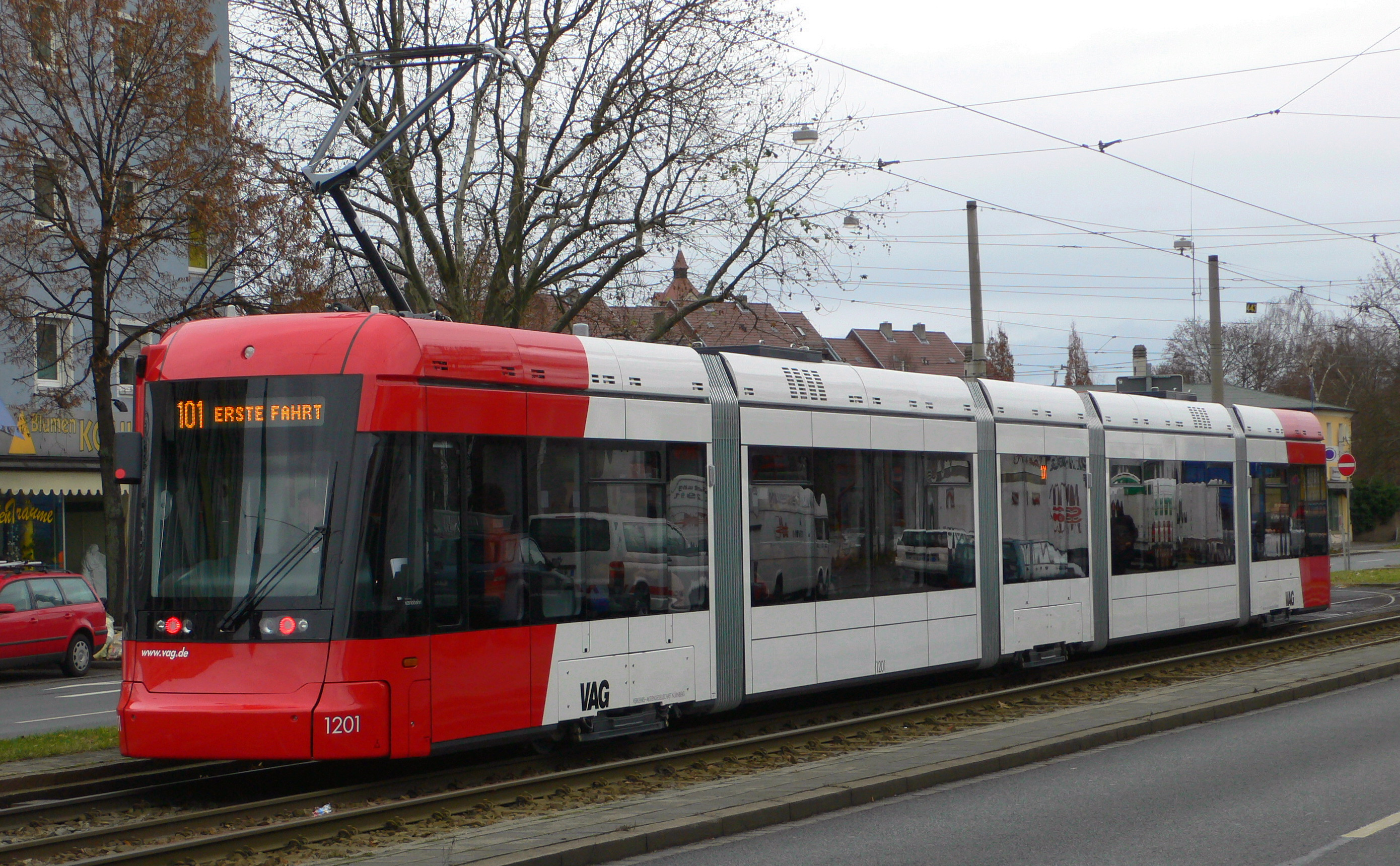
Variobahn 1201 der Nürnberger Straßenbahn (2007)

Für den Einsatz auf dem Netz der Straßenbahn Nürnberg wurden an die VAG Nürnberg 2007 bis 2009 acht Fahrzeuge geliefert, wo sie als Typ GTV6 verkehren. Wie in München mussten die Fahrzeuge wegen Zulassungsproblemen 2010 zwischenzeitlich aus dem Betrieb genommen werden.
Mit der zunehmenden Einlieferung der Nachfolgebaureihe GTA8 (Siemens Avenio) wurden die Variobahnen auch in Nürnberg nach relativ kurzer Einsatzzeit bereits ab 2023 abgestellt. Mit Mai 2025 ist nur noch ein Fahrzeug im Einsatz.

### München

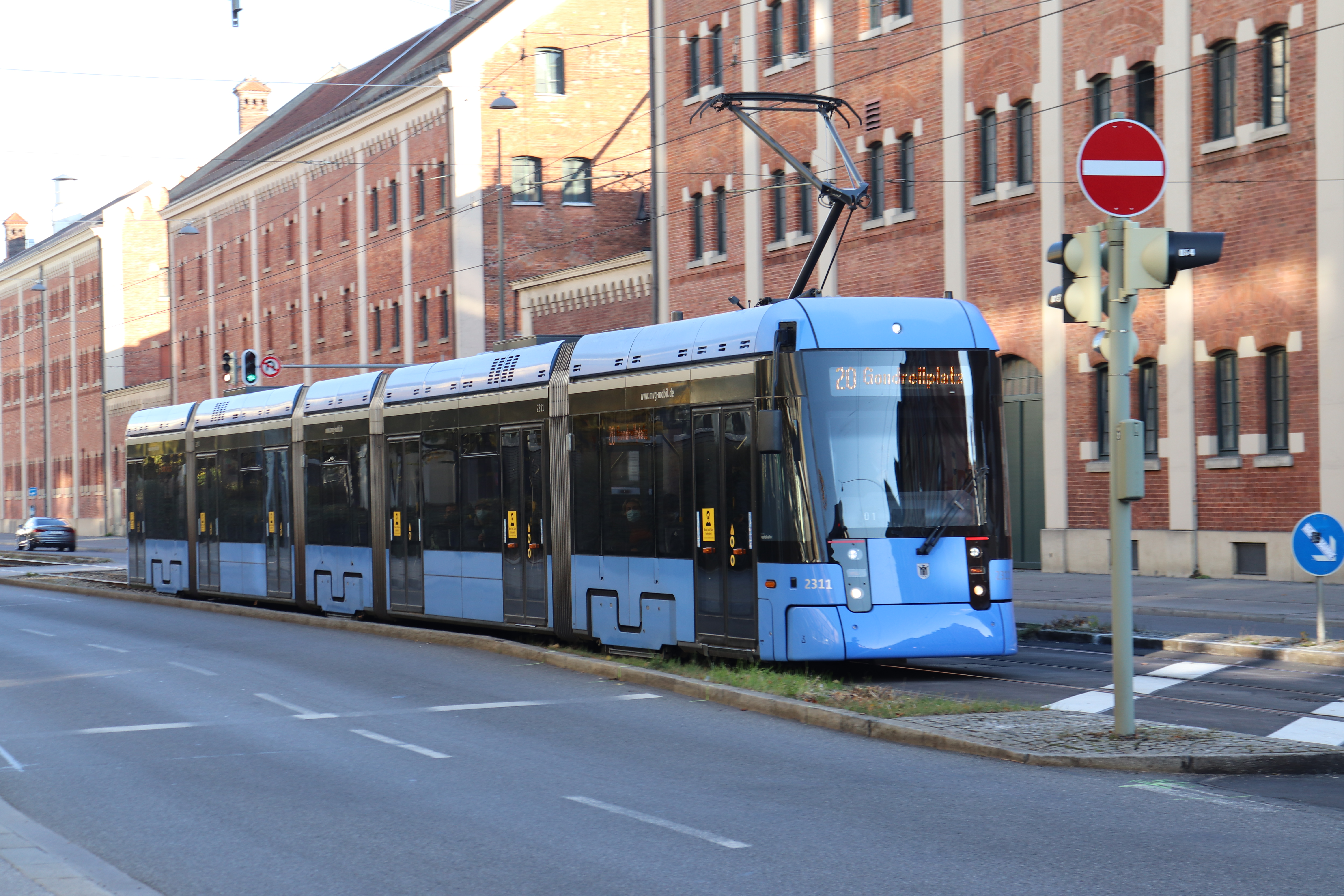
Variobahn 2311 in München (2021)

Für die Straßenbahn München wurden durch die MVG München 14 Variobahnen angeschafft und als Baureihe S in den Wagenpark eingegliedert.
Die ersten vier Wagen wurden 2009 geliefert und eingesetzt. Wegen Problemen am Fahrwerk wurde die vorläufige Betriebsgenehmigung am 19. Juli 2010 entzogen und erst zum Fahrplanwechsel im Dezember 2011 wieder erteilt. Aufgrund von technischen Problemen an den Rädern mussten die Züge bereits im März 2012 wieder außer Betrieb genommen werden. Die Gummikörper zwischen Radreifen und Radscheibe weisen bei allen Bahnen Risse auf und gelten als Serienschaden. Die MVG hat daher eine Option auf zehn weitere Fahrzeuge nicht genutzt, das vierzehnte im Mai 2012 ausgelieferte Fahrzeug blieb das letzte. Die vorläufige Betriebserlaubnis wurde mehrfach verlängert und erst am 30. September 2013 endgültig erteilt. Im Dezember 2014 mussten wegen Rissen an Schweißnähten einige, kurz darauf Anfang Januar 2015 alle Variobahnen erneut aus dem Betrieb genommen werden. Im Mai 2015 war der Schaden behoben, seitdem sind alle Bahnen normal im Einsatz.
Zur Erprobung wurde von der MVG einer der 14 Variobahnwagen, die bis 2011 ausgeliefert wurden, mit zusätzlichem Energiespeicher ausgerüstet. Mit diesem Speicher soll es möglich sein, eine Distanz von 900 bis 1000 m ohne Oberleitung zurückzulegen. Dies soll den Bau der Nordtangente durch den Englischen Garten ohne Installation einer Oberleitung ermöglichen. Ohne die Betriebserlaubnis für die Variobahnen konnte kein Testbetrieb stattfinden, bei dem es insbesondere um die starken Steigungen in einem Abschnitt der Nordtangente ging. Bei einer Versuchsfahrt bei Velten am 23. Mai 2011 wurde im Akkubetrieb auf ebener Strecke eine Reichweite von 18,98 km erzielt und der Weltrekord bestätigt.

### Graz

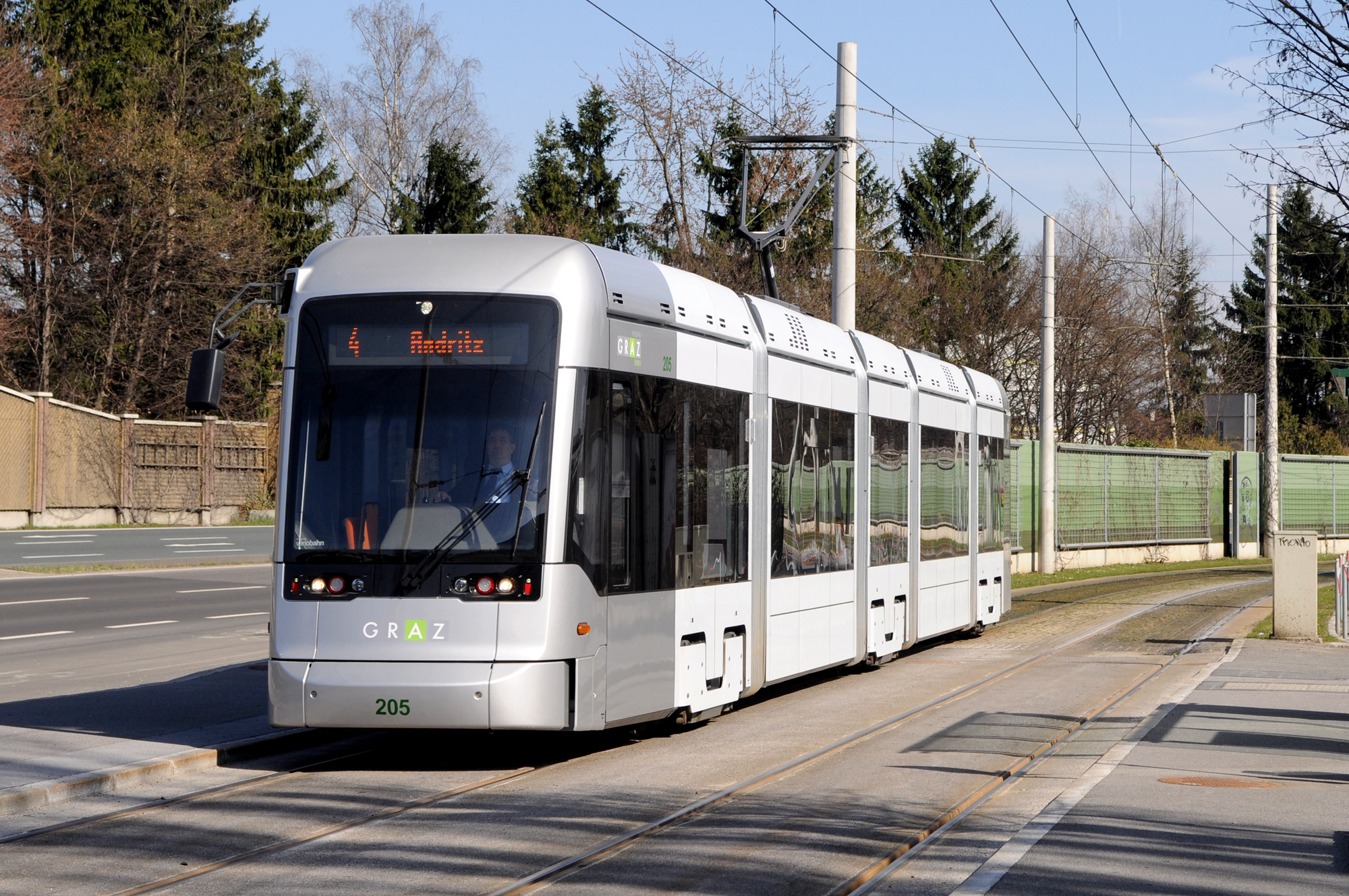
Variobahn 205 in Graz (2011)

2007 konnte die Stadt Graz durch die Graz Linien (damals Grazer Verkehrsbetriebe) als neuer Kunde gewonnen werden. 45 Variobahnen wurden von 2009 bis 2015 in mehreren Tranchen als Reihe 200 für die Straßenbahn Graz geliefert.
Als 2010 die ersten sechs Einheiten in Graz im Einsatz waren, traten Probleme hinsichtlich deutlich höherer Erschütterungen und Schallemissionen gegenüber den bisherigen Straßenbahngarnituren der Graz Linien auf. Als Ergebnis einer Untersuchung gemeinsam mit dem Lieferanten Stadler wurden 2011 folgende Maßnahmen zur Senkung des Vibrations- und Geräuschpegels beschlossen: Weichere Primär- und Sekundärfedern im Lauffahrwerk, neue Räder mit weicherer Dämpfungscharakteristik und einem neuen Tilgersystem in Form dynamischer Dämpferelemente sowie Austausch der Metallelemente der Anlenkung gegen Polyurethan-Elemente. Das erste derart nachgebesserte Fahrzeug wurde bis März 2012 erprobt. Nachdem die umfangreichen Testfahrten sehr gut verlaufen waren, wurden alle Grazer Variobahn-Wagen entsprechend umgerüstet oder geändert ausgeliefert. Dadurch wurden die Schall- und Vibrationsemissionen deutlich reduziert.

### Mainz

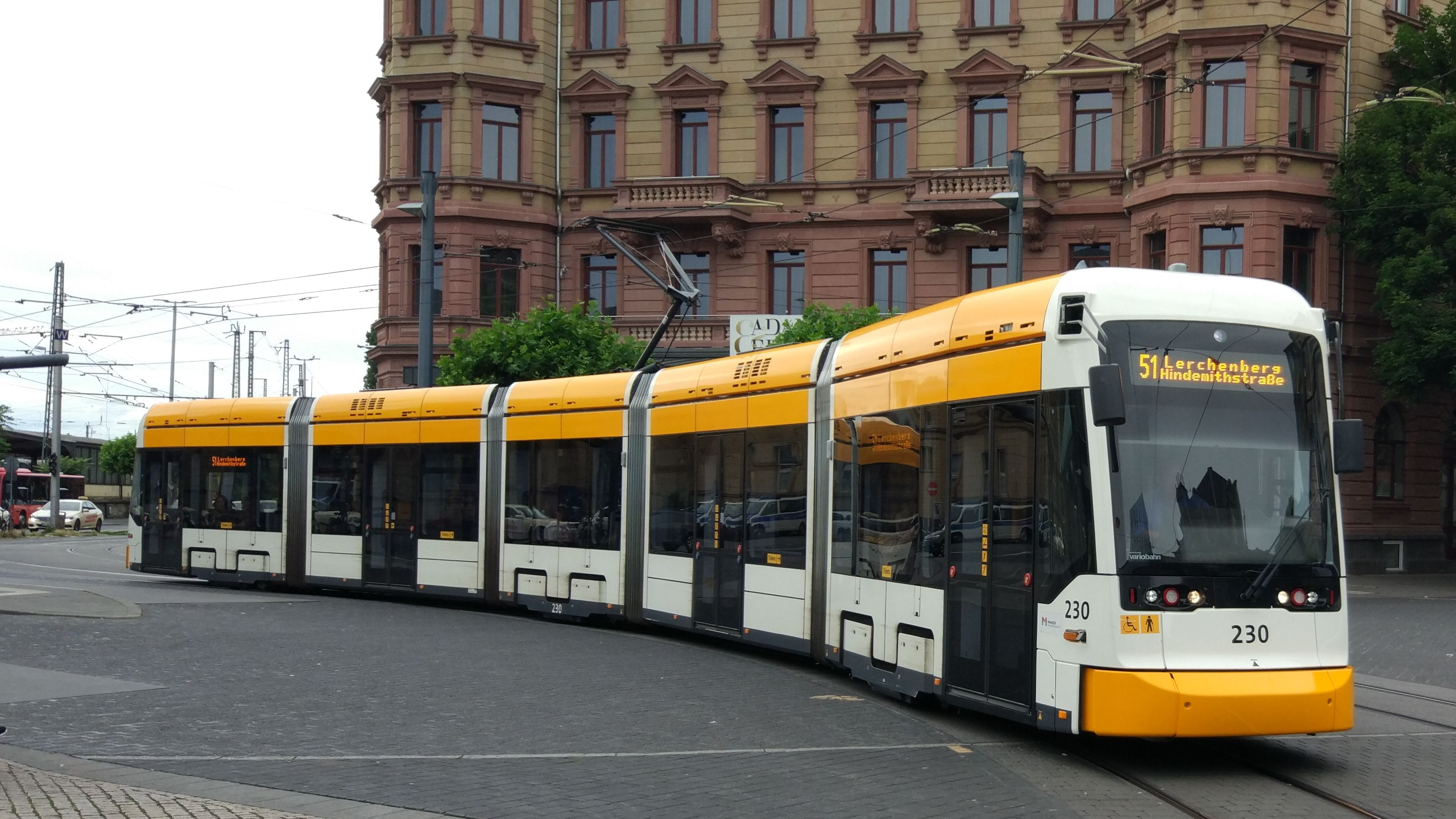
Variobahn 230 in Mainz (2018)

Für die Straßenbahn Mainz wurden von der Mainzer Verkehrsgesellschaft 19 Variobahnen beschafft.
Zunächst wurden neun Fahrzeuge bestellt, welche ab September 2011 eingeliefert wurden. Das erste Fahrzeug erreichte in der Nacht vom 8. auf den 9. September 2011 den Betriebshof der Mainzer Verkehrsgesellschaft. Es ist seit dem 19. Dezember 2011 im Linieneinsatz.
Eine Option auf weitere sechs Fahrzeuge wurde 2014 im Zuge der Realisierung der geplanten Netzerweiterung abgerufen, gemeinsam mit einer Bestellung über vier weitere Fahrzeuge. Die Auslieferung der Optionsfahrzeuge begann Ende Oktober 2015 und wurde mit dem letzten Wagen Nr. 236 Ende Oktober 2016 abgeschlossen.
Die Beschaffung erfolgte in Kooperation mit den Grazer Linien, hierdurch konnten sich die Mainzer einen Preisvorteil sichern, der erst die Neuanschaffung möglich machte.

### Potsdam

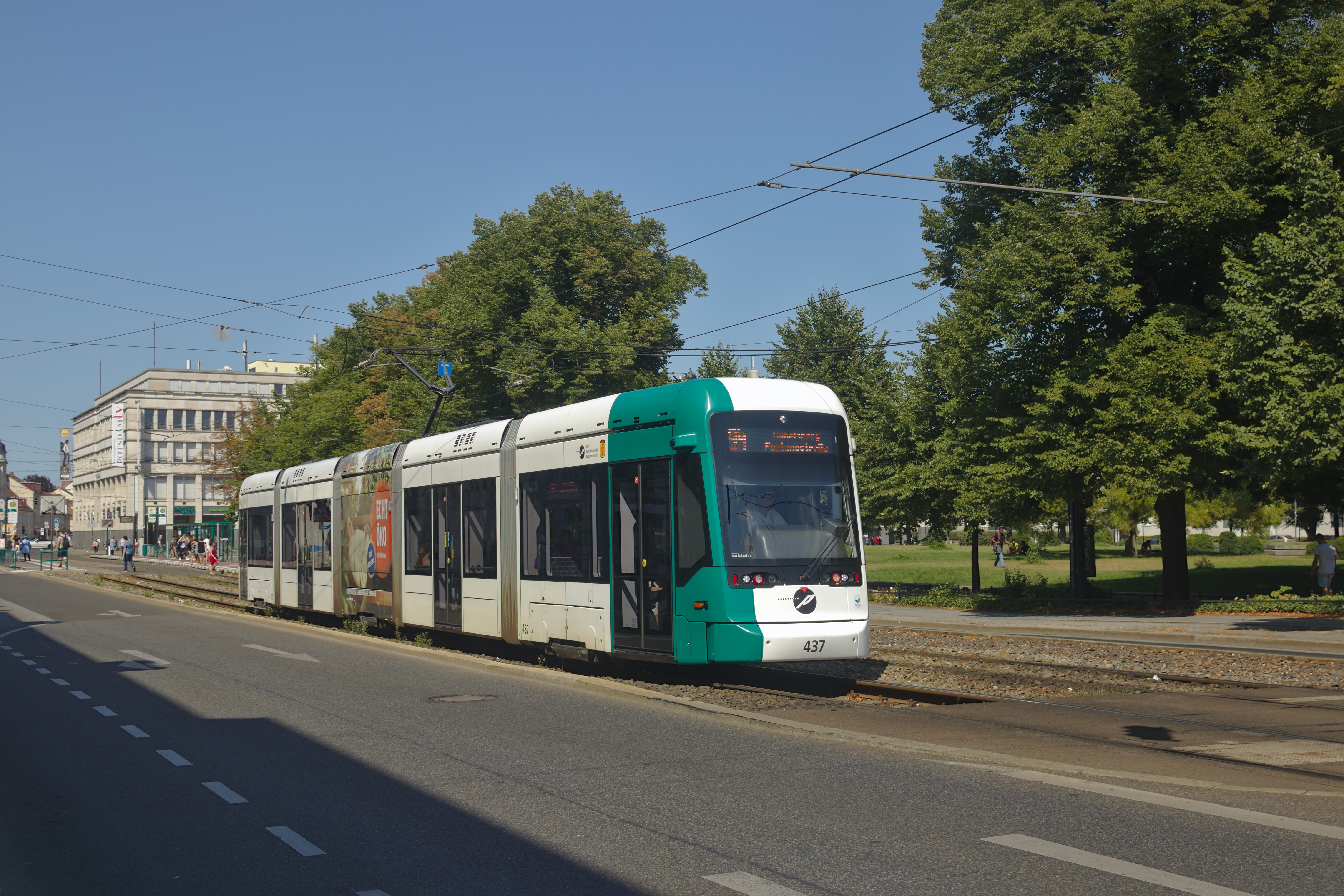
Variobahn 437 in Potsdam (2018)

Der Aufsichtsrat der ViP Verkehrsbetrieb Potsdam GmbH entschied sich im Oktober 2008 zum Kauf vom 18 Variobahnwagen für den Einsatz auf dem Netz der Straßenbahn Potsdam. Beginnend im ersten Halbjahr 2011 wurden zunächst zehn Fahrzeuge geliefert, für die restlichen acht Fahrzeuge besaß die ViP eine Option. Das erste Fahrzeug wurde am 13. Mai 2011 bei einem feierlichen „Roll-In“ übernommen. Die Option für das nächste Los von vier weiteren Fahrzeugen löste die ViP im Sommer 2011 fristgerecht ein. Der Abruf des noch fehlenden Loses von weiteren vier Fahrzeugen wurde am 26. Januar 2012 durch ViP-Geschäftsführer Martin Grießner angekündigt. Letztendlich wurde Mitte November 2014 die letzte der insgesamt 18 Bahnen an die ViP ausgeliefert.
Im Mai 2012 trat an vier der zu diesem Zeitpunkt sieben Potsdamer Variobahnen derselbe Serienschaden auf wie wenige Monate zuvor bei den Münchner Variobahnen, der zu Rissen in Gummikörpern der Räder führte. Anders als in München konnten die Wagen weiter eingesetzt werden. Es wurde festgelegt, dass alle 5000 km oder rund vier Wochen eine Sichtprüfung durchzuführen war und bei zu großen Rissen ein Radaustausch zu erfolgen hatte, was pro Wagen etwa einen Tag dauerte.
2013 trat ein Kupplungsschaden bei acht der zehn gelieferten Fahrzeuge auf, der dazu führte, dass alle Kupplungsanlagen überarbeitet werden mussten.
Ein bisher nur in Potsdam aufgetretener Fehler, der zu einer Entgleisungsgefahr führte, wurde bei einer Routinekontrolle im Januar 2014 an 13 der damals 14 ausgelieferten Variobahnen festgestellt. Durch eine Toleranzunterschreitung war das Spurspiel zu klein, die Probleme bestanden vor allem an den Laufachsen. Alle fehlerhaften Wagen wurden umgehend abgestellt, nur das jüngste Exemplar war nicht betroffen. Später stellte sich heraus, dass es sich um eine geringe Radschrägstellung handelte, so dass zwei gegenüberliegende Räder eine leichte V-förmige Stellung zueinander besaßen. Nach einer Neuprofilierung der Räder in der ViP-Werkstatt konnten die betroffenen Wagen wieder für den Linienverkehr eingesetzt werden. Zusätzlich wurde ein stark verkürzter Inspektionsrhythmus von 1000 km (etwa drei Tage) festgelegt.

### Bergen

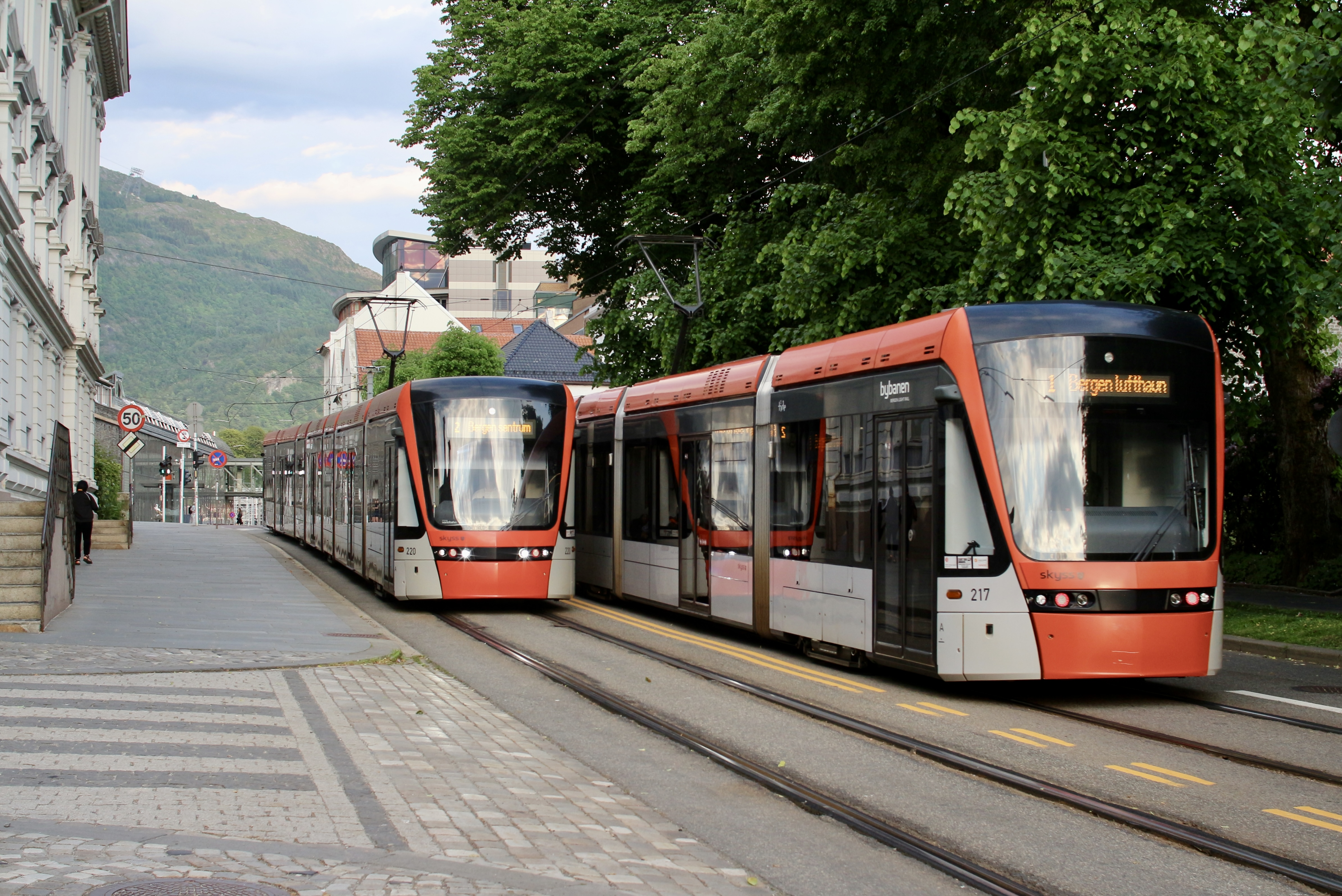
Variobahnen in Bergen (2023).

2007 wurden für die neu zu errichtende Stadtbahn Bergen zunächst 12 Variobahnen bei Stadler bestellt, welche seit der Eröffnung der Stadtbahn 2010 zum Einsatz kommen. Für den weiteren Ausbau des Stadtbahnnetzes wurden seither in mehreren Tranchen weitere Fahrzeuge geliefert, sodass mit seit der bis dato letzten Streckenerweiterung 2022 nun 34 Variobahnen im Einsatz stehen.
Die ersten Lieferserien wurden fünfteilig (etwa 32 m lang) geliefert, aufgrund des Fahrgasterfolgs wurden später siebenteilige Fahrzeuge (etwa 42 m lang) bestellt. Die ursprünglich kurzen Fahrzeuge wurden um zusätzliche Module auf Siebenteiler verlängert, sodass heute eine Fahrzeugflotte mit einheitlicher Länge zur Verfügung steht.

### London

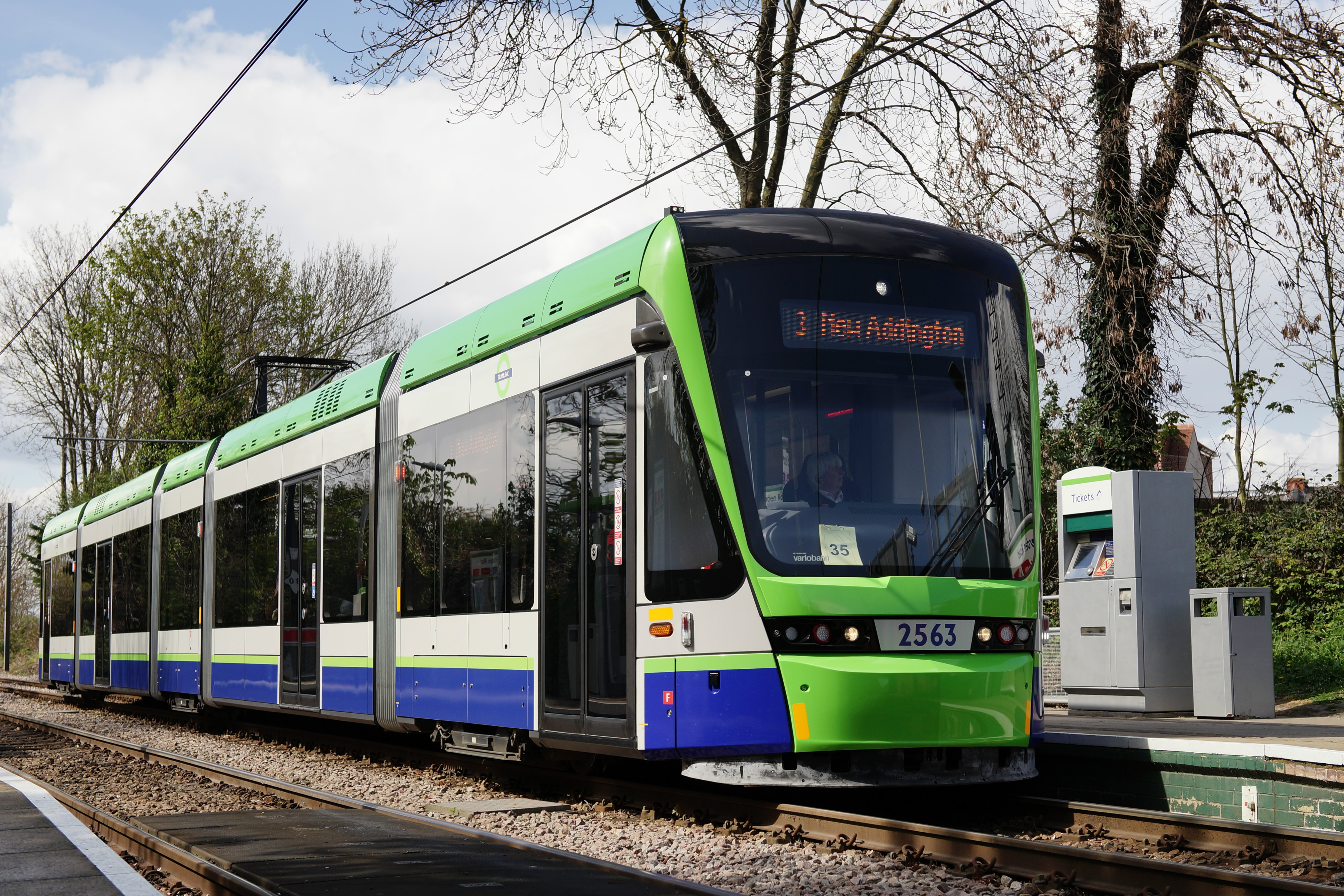
Die letztgelieferte Variobahn für den Tramlink 2563 in Morden Road (2016)

Im Januar 2011 veröffentlichte Transport for London (TfL) eine Ausschreibung über die Lieferung von zehn neuen oder gebrauchten Stadtbahnwagen ab Sommer 2011, um die vorhandenen Flotte von 24 Bombardier Flexity Swift CR4000 zu erweitern. Die neuen Fahrzeuge sollten auf dem Stadtbahnnetz Tramlink Croydon im Süden Londons, zwischen Therapia Lane und Elmers End eingesetzt werden. Am 18. August 2011 gab TfL die Vertragsunterzeichnung mit Stadler über sechs Variobahnen im Wert von 16,3 Millionen Pfund bekannt.
Das erste Fahrzeug wurde im Januar 2012 geliefert. Die Fahrzeuge für London entsprechen weitgehend den bei der Stadtbahn Bergen in Einsatz befindlichen Variobahnen; sie sind 32,37 m lang, 2,65   breit und haben 72 feste Sitzplätze, 12 Klappsitze und 134 Stehplätze. Die Fußbodenhöhe beträgt 38,5 cm, wobei das Wageninnere stufenlos ist. Die ersten drei Wagen wurden in der Produktion von einer eingelösten Option für Bergen abgezweigt. Im August 2013 bestellte TfL weitere vier Variobahnen für den Einsatz zwischen Wimbledon und Croydon zur Lieferung im Jahr 2015. Diese Bestellung wurde später um zwei auf sechs Fahrzeuge aufgestockt. Der zwölfte und letzte Wagen wurde am 9. Oktober 2016 abgeliefert.

## Variantenübersicht
| Bild      | Betreiber          | Ort                      | Land           | Hersteller         | Baujahr   | Einsatz-ende          | Fzg-Nr.               | Anz. | Typ *1 | Spur mm | Länge in m | Breite in m | Spannung V = | NF *2             | Werk                | Sonstiges                                                     |
| --------- | ------------------ | ------------------------ | -------------- | ------------------ | --------- | --------------------- | --------------------- | ---- | ------ | ------- | ---------- | ----------- | ------------ | ----------------- | ------------------- | ------------------------------------------------------------- |
|           | CVAG               | Chemnitz                 | Deutschland    | ABB Henschel       | 1993      |                       | 601                   | 14   | ER     | 1435    | 31,38      | 2,65        | 600          | 100 %             | Borsigwalde         | Prototyp                                                      |
| Adtranz   | CVAG               | Chemnitz                 | Deutschland    | 1999/2000          |           | 602–614               | Bautzen               | 14   | ER     | 1435    | 31,38      | 2,65        | 600          | 100 %             | Achsfolge: Bo’2’Bo’ |                                                               |
| Adtranz   | CVAG               | Chemnitz                 | Deutschland    | 1998–2000          |           | 901–910               | Bautzen               | 10   | ZR     | 1435    | 31,38      | 2,65        | 600          | 100 %             | Achsfolge: Bo’2’Bo’ |                                                               |
|           | City-Bahn          | Chemnitz                 | Deutschland    | Adtranz            | 2001      |                       | 411–416               | 6    | ZR     | 1435    | 31,38      | 2,65        | 600/750      | 100 %             | Bautzen             | EBO-tauglich                                                  |
|           | RNV (ehem. HSB)    | Heidelberg               | Deutschland    | Bombardier         | 2002/2003 |                       | 3273–3280             | 16   | ZR     | 1000    | 39,42      | 2,4         | 750          | 350 mm, 70 %      | Bautzen             | ESBO-tauglich                                                 |
| 2009/2010 | RNV (ehem. HSB)    | Heidelberg               | Deutschland    | Bombardier         |           | 3281–3288             |                       | 16   | ZR     | 1000    | 39,42      | 2,4         | 750          | 350 mm, 70 %      | Bautzen             | ESBO-tauglich                                                 |
|           | RNV (ehem. VBL)    | Ludwigshafen             | Deutschland    | Bombardier         | 2003      |                       | 2215–2222             | 8    | ER     | 1000    | 30,53      | 2,4         | 750          | 350 mm, 70 %      | Bautzen             | ESBO-tauglich                                                 |
|           | RNV (ehem. MVV)    | Mannheim                 | Deutschland    | Bombardier         | 2002/2003 |                       | 5701–5710             | 16   | ER     | 1000    | 42,78      | 2,4         | 750          | 350 mm, 70 %      | Bautzen             | ESBO-tauglich                                                 |
| 2007      | RNV (ehem. MVV)    | Mannheim                 | Deutschland    | Bombardier         |           | 5711–5713             |                       | 16   | ER     | 1000    | 42,78      | 2,4         | 750          | 350 mm, 70 %      | Bautzen             | ESBO-tauglich                                                 |
| 2010      | RNV (ehem. MVV)    | Mannheim                 | Deutschland    | Bombardier         |           | 5714–5716             |                       | 16   | ER     | 1000    | 42,78      | 2,4         | 750          | 350 mm, 70 %      | Bautzen             | ESBO-tauglich                                                 |
| 2007      | RNV (ehem. MVV)    | Mannheim                 | Deutschland    | Bombardier         |           | 5761–5763             | 3                     | ZR   | 30,53  | 1000    |            | 2,4         | 750          | 350 mm, 70 %      | Bautzen             | ESBO-tauglich                                                 |
|           | RNV (ehem. OEG)    | Mannheim                 | Deutschland    | Adtranz            | 1996      | 2024–                 | 4117–4122             | 6    | ZR     | 1000    | 32,20      | 2,5         | 750          | 350 mm, 70 %      | Borsigwalde         | ESBO-tauglich; 4349 Fahrschulwagen in Bombardier-Eigentum     |
|           | RNV (ehem. OEG)    | Mannheim                 | Deutschland    | Bombardier         | 2002      |                       | 4123–4132             | 40   | ZR     | 1000    | 30,53      | 2,4         | 750          | 350 mm, 70 %      | Bautzen             | ESBO-tauglich; 4349 Fahrschulwagen in Bombardier-Eigentum     |
| 2006      | RNV (ehem. OEG)    | Mannheim                 | Deutschland    | Bombardier         |           | 4133–4142             |                       | 40   | ZR     | 1000    | 30,53      | 2,4         | 750          | 350 mm, 70 %      | Bautzen             | ESBO-tauglich; 4349 Fahrschulwagen in Bombardier-Eigentum     |
| 2010      | RNV (ehem. OEG)    | Mannheim                 | Deutschland    | Bombardier         |           | 4143–4148, 4150, 4349 |                       | 40   | ZR     | 1000    | 30,53      | 2,4         | 750          | 350 mm, 70 %      | Bautzen             | ESBO-tauglich; 4349 Fahrschulwagen in Bombardier-Eigentum     |
| 2013      | RNV (ehem. OEG)    | Mannheim                 | Deutschland    | Bombardier         |           | 4151–4162             |                       | 40   | ZR     | 1000    | 30,53      | 2,4         | 750          | 350 mm, 70 %      | Bautzen             | ESBO-tauglich; 4349 Fahrschulwagen in Bombardier-Eigentum     |
|           | Metro Light Rail   | Sydney                   | Australien     | Adtranz            | 1997      | 2015                  | 2101–2107             | 7    | ZR     | 1435    | 29         | 2,7         | 750          | 300 mm, 100 %     | Dandenong           |                                                               |
|           | DVG                | Duisburg                 | Deutschland    | Adtranz            | 1996      | –                     | 2000                  | 1    | ZR     | 1435    | 33,78      | 2,3         |              | 100 %             | Borsigwalde         | nur 1 Fz. beschafft                                           |
|           | HKL                | Helsinki                 | Finnland       | Adtranz, Transtech | 1999–2003 | 2018                  | 201–240               | 40   | ER     | 1000    | 24,4       | 2,3         | 600          | 375/325 mm, 100 % | Otanmäki            |                                                               |
|           | Bogestra           | Bochum und Gelsenkirchen | Deutschland    | Stadler            | 2008–2011 |                       | 501–530               | 95   | ZR     | 1000    | 29,62      | 2,3         | 600/750      | 350 mm, 100 %     | Pankow              |                                                               |
| 2013–2015 | Bogestra           | Bochum und Gelsenkirchen | Deutschland    | Stadler            |           | 531–545               |                       | 95   | ZR     | 1000    | 29,62      | 2,3         | 600/750      | 350 mm, 100 %     | Pankow              |                                                               |
| 2016–2020 | Bogestra           | Bochum und Gelsenkirchen | Deutschland    | Stadler            |           | 101–142               |                       | 95   | ZR     | 1000    | 29,62      | 2,3         | 600/750      | 350 mm, 100 %     | Pankow              |                                                               |
| 2021/2022 | Bogestra           | Bochum und Gelsenkirchen | Deutschland    | Stadler            |           | 143-150               |                       | 95   | ZR     | 1000    | 29,62      | 2,3         | 600/750      | 350 mm, 100 %     | Pankow              |                                                               |
|           | VAG                | Nürnberg                 | Deutschland    | Stadler            | 2007–2009 | 2024–                 | 1201–1208             | 8    | ER     | 1435    | 33,94      | 2,3         | 600          | 350 mm, 100 %     | Pankow              |                                                               |
|           | MVG                | München                  | Deutschland    | Stadler            | 2008–2011 |                       | 2301–2304, 2311–2320  | 14   | ER     | 1435    | 33,94      | 2,3         | 750          | 100 %             | Pankow              | Option auf 8 St.                                              |
|           | Graz Linien        | Graz                     | Österreich     | Stadler            | 2009–2015 |                       | 201–245               | 45   | ER     | 1435    | 27,468     | 2,3         | 600          | 350 mm, 100 %     | Pankow              |                                                               |
|           | Bybanen            | Bergen                   | Norwegen       | Stadler            | 2009/2010 |                       | 201–212               | 34   | ZR     | 1435    | 42,14      | 2,65        | 750          | 350 mm, 100 %     | Pankow              | ursprünglich mit 32,18 m Länge ausgeliefert und verlängert    |
| 2011–2013 | Bybanen            | Bergen                   | Norwegen       | Stadler            |           | 213–217               |                       | 34   | ZR     | 1435    | 42,14      | 2,65        | 750          | 350 mm, 100 %     | Pankow              | ursprünglich mit 32,18 m Länge ausgeliefert und verlängert    |
| 2013/2014 | Bybanen            | Bergen                   | Norwegen       | Stadler            |           | 218–220               |                       | 34   | ZR     | 1435    | 42,14      | 2,65        | 750          | 350 mm, 100 %     | Pankow              | ursprünglich mit 32,18 m Länge ausgeliefert und verlängert    |
| 2015/2016 | Bybanen            | Bergen                   | Norwegen       | Stadler            |           | 220–228               | [ 64 ] [ 67 ]         | 34   | ZR     | 1435    | 42,14      | 2,65        | 750          | 350 mm, 100 %     | Pankow              |                                                               |
| 2021/2022 | Bybanen            | Bergen                   | Norwegen       | Stadler            |           | 229–234               | [ 64 ] [ 67 ]         | 34   | ZR     | 1435    | 42,14      | 2,65        | 750          | 350 mm, 100 %     | Pankow              |                                                               |
|           | ViP                | Potsdam                  | Deutschland    | Stadler            | 2011–2014 |                       | 421–438               | 18   | ER     | 1435    | 29,62      | 2,3         | 600          | 350 mm, 100 %     | Pankow              |                                                               |
|           | MVG                | Mainz                    | Deutschland    | Stadler            | 2011/2012 |                       | 217–225               | 19   | ER     | 1000    | 30,068     | 2,3         | 750          | 350 mm, 100 %     | Pankow              |                                                               |
| 2015/2016 | MVG                | Mainz                    | Deutschland    | Stadler            |           | 227–236               |                       | 19   | ER     | 1000    | 30,068     | 2,3         | 750          | 350 mm, 100 %     | Pankow              |                                                               |
|           | TfL                | London                   | Großbritannien | Stadler            | 2012–2016 |                       | 2554–2565             | 12   | ZR     | 1435    | 32,37      | 2,65        | 750          | 385 mm, 100 %     | Pankow              |                                                               |
|           | Aarhus Letbane I/S | Aarhus                   | Dänemark       | Stadler            | 2015–2017 |                       | 1101+1201 – 1114+1214 | 14   | ZR     | 1435    | 32,56      | 2,65        | 750          | 385 mm, 100 %     | Pankow              | Beide Köpfe eines Fahrzeugs sind einzeln nummeriert 11xx+12xx |
|           | Odense Letbane     | Odense                   | Dänemark       | Stadler            | 2020      |                       | 01–16                 | 16   | ZR     | 1435    | 29,20      | 2,65        | 750          | 100 %             | Pankow              | [ 70 ]                                                        |